# GODZILLA (アニメ映画)
『GODZILLA』（ゴジラ、英題）は、ポリゴン・ピクチュアズ制作による日本のアニメーション映画。通称は「アニゴジ」。
『ゴジラ』シリーズとしては初の3Dアニメーション作品で、実写では描写が難しいSF映画となっている。ストーリー原案と主な脚本は虚淵玄。
巨大生物「怪獣」の脅威にさらされ22年間宇宙移民となった人類が、亜空間航行の影響によって約2万年が経過した地球を舞台に、奪還を目指し怪獣「ゴジラ」に立ち向かう模様を描く。
全三部作で、第一章『GODZILLA 怪獣惑星』（ゴジラ かいじゅうわくせい、英題: Godzilla: Planet of the Monsters）が2017年11月17日に、第二章『GODZILLA 決戦機動増殖都市』（ゴジラ けっせんきどうぞうしょくとし、英題: Godzilla: City on the Edge of Battle）が2018年5月18日に、最終章『GODZILLA 星を喰う者』（ゴジラ ほしをくうもの、英題: Godzilla: The Planet Eater）が2018年11月9日に公開された。いずれも劇場公開から2カ月後、定額制動画配信サービス「Netflix」で全世界配信された。
ゴジラのアニメーション作品としてはアメリカ合衆国で1978年に放送された『Godzilla』、1999年に放送された「ゴジラ ザ・シリーズ」などが存在したが、長編アニメーション映画としては初の作品となる。

## ストーリー
20世紀末、人類は環境変化が原因で地球上に出現した巨大生物「怪獣」の脅威に晒されるようになった。中でも他の怪獣を駆逐する力をもった「ゴジラ」の暴威は凄まじく、半世紀に渡り敗走を重ねた人類は種全体の存続を図り、一部の人間を他星に移住させる計画を立案する。2048年3月14日、恒星間移民船の1つ「アラトラム号」はコンピュータによって選抜された一部の人間と、同盟を結んでいた異星人種「エクシフ」と「ビルサルド」を乗せ、11.9光年彼方の惑星くじら座タウ星eを目指して旅立った。

### 怪獣惑星
出発から約22年後。人類の過酷な宇宙生活の末にアラトラム号はタウ星eに到着するが、そこは人類の生存に適さない環境であり、移住計画は事実上失敗に終わる。老人ばかりの志願者たちで入植を強行しようとする中央委員会に対し、ハルオ・サカキはタウ星eからの即刻退去と移民プランの完全棄却を要求して揚陸艇に篭城するも拘束され、タウ星eへの着陸を試みた揚陸艇は降下中の事故で全員死亡する。
今後の移民が困難となり、さらにハルオがエクシフの軍属神官メトフィエスの協力で立案した「対ゴジラ戦術」がリークされたことで、船員たちの間では地球帰還を望む声が高まり、中央委員会は地球への帰還を決断する。アラトラム号は長距離亜空間航行を用いて往路よりもはるかに短い時間で地球へと到着する。しかし、亜空間航行の影響で地球では約2万年もの歳月が経過していたうえ、調査の結果、未だにゴジラが生存していることが判明する。中央委員会は帰還を諦めようとするが、メトフィエスの後押しでハルオの戦術案が採用され、ゴジラ殲滅のため600名からなる地球降下部隊を派遣することが決定する。
保釈されたハルオは、幼なじみのユウコ・タニやエリオット・リーランドと共に地球に降下し、ゴジラ捜索のための準備と変わり果てた地球環境の調査を進める。しかしその最中、ゴジラに捜索に当たる予定だったリーランドの部隊が怪獣セルヴァムの襲撃に遭い、被害を受ける。さらなる犠牲を避けるため、メトフィエスの案でリーランドたちは仲間の部隊との合流を経て撤退を試みるが、部隊は事前の作戦ルートを行軍中にゴジラと遭遇する。ハルオはゴジラの防御力の要である非対称性透過シールドの電磁パルスパターンを解析するために単身ゴジラに挑み、それを支援しようと単身ゴジラに攻撃を仕掛けたリーランドの死と引き換えにデータの入手に成功する。
ゴジラから逃れ、ビルサルドの技術士官ムルエル・ガルグと合流したハルオは指揮権を掌握したメトフィエスから指揮権を委譲され、作戦の続行を決定する。ハルオたちは多くの犠牲を払いながらも作戦を進め、ついにゴジラのシールドを一時的に無力化し、撃破に成功する。念願のゴジラ討伐を果たした一同は歓喜するが、環境生物学者マーティン・ラッザリは、今回討伐したゴジラが経過年月と比較して何の変化もないことから、2万年前の個体とは別である可能性を指摘する。そして、マーティンの推測を裏付けるかのようにハルオたちの前に2万年もの間300メートルの大きさまで進化を続けた「ゴジラ・アース」が出現し、部隊はまたたく間に壊滅に追い込まれる。

### 決戦機動増殖都市
ゴジラ・アースの攻撃で気を失っていたハルオが意識を取り戻すとそこは木造の住居で、しかも自分の身体もすでに治療されていたことに驚く。はぐれた仲間を探そうとした家を出たところを家主らしき人型種族の少女に遭遇、ハルオは慌てて逃げ出した彼女を追いかけてどうにか接触し、自らの命の恩人となった少女のミアナと交流を結ぶ。
一方、ユウコ、アダム、ベルベを含む残存部隊の一つがミアナの同族と思しき少女に襲われていたが、そこにハルオとミアナが駆けつけたことで助かり、改めてミアナたち民族の集落に客人として招き入れられると先に保護されていたマーティンやガルグとも再会する。ハルオたちは、ミアナとその姉のマイナから彼らのいう神の卵の意思を介し、彼女らの種族の名が「フツア」であること、彼らが崇める「フツアの神」もすでにゴジラに敗れて卵を残すのみであり、もはやゴジラに敵う術はないという話を聞かされる。マーティンは、フツアが2万年前の人類の末裔で、現在の環境に適応するために昆虫の特徴を取り込んだ新人類だと推測する。
その後、生存者たちからも退却案が飛び出す中、とにかく軌道上の母船と連絡を取ろうと揚陸艇のコクピットブロックを探す途中でメトフィエスとも合流できたハルオたちは母船に迎えを要請するが、ガルグはマイナがセルヴァム撃退に使った狩猟道具にかつて対ゴジラ用最終決戦兵器として建造された「メカゴジラ」の構成素材「ナノメタル」が用いられていることに気づき、その生産プラントが残されている可能性を見い出す。フツアの話からそれを確認するとハルオにもその事実を伝え、彼も母船への帰還直前になってゴジラ討伐作戦の続行を決定する。
姉妹の案内で富士山麓へ調査に向かったハルオたちは、そこでナノメタルが2万年間増殖を続けて生じた「メカゴジラシティ」ともいうべき巨大施設を発見し、ゴジラとの戦いに光明を見出す。太陽系離脱に傾倒する中央委員会をよそに、ハルオたちは前回の対ゴジラ戦術にシティを組み込んだ新戦術を立案し、パワードスーツを改良した新兵器「ヴァルチャー」の設計や、ゴジラ・アースへの止めとして用いる「EMPハープーン」の開発など準備を進めるが、地下で自己増殖を続けるナノメタルを見たハルオはナノメタルへの強い不安を抱き始め、さらにナノメタルに不信感を持つ地球人の兵士たちがナノメタルを使ってシティと同化していくビルサルドの姿を目撃して騒ぎ出すという事件が起きる。ビルサルドと地球人の間に齟齬が生じる中、熱光学遮断フィールドが解除されたことでシティを発見したゴジラ・アースが進攻を開始する。
ヴァルチャーの本格的な量産もまだという不完全な状態で作戦開始を迫られたハルオは、ユウコとかつての教官リルエル・ベルベとともに先行開発されていたヴァルチャーに乗り込み、ゴジラ・アースの誘導を行う。その間に準備を整えたガルグたちは、ゴジラ・アースの足元をナノメタルで固定してEMPハープーンを撃ち込むが、ゴジラ・アースは高熱波を発生することでハープーンを溶解させたうえ、シティを全身からの超高熱波で包み込む。シティが崩壊の危機に直面する中、ガルグらビルサルドはナノメタルを纏ってシティと同化したうえ、ヴァルチャーを特攻兵器とするためにハルオやユウコにも強制的にナノメタル強化を施そうと目論む。それを拒絶したマーティンら地球人がシティから脱走し、辛くもフツアの鱗粉によって浸食を免れたハルオは、メトフィエスによる説得とガルグによる主張の間で苦悩するが、苦しむユウコを救うためにガルグたちのいる管制ルームを破壊する。その直後、ハープーンを完全に無力化したゴジラ・アースの熱線によってシティは完全に破壊され、ハルオはヴァルチャーからユウコを救出するが間に合わず、変わり果てた彼女を抱きしめながら慟哭する。

### 星を喰う者
メカゴジラシティの壊滅後、ユウコは脳死状態と判定され、ハルオは自らの選択の結果に打ちひしがれる。一方、メトフィエスはハルオがナノメタルの侵食を受けなかったのは神の加護によるものだと説き、ハルオを神に選ばれた英雄と祭り上げることで、メカゴジラシティの敗北で絶望した生存者たちの大半を信者に引き込むことに成功する。ハルオは、自らを含む幾人かが侵食を免れたのはフツアの治療によるものであると訴えるが、メトフィエスはそれを承知の上で信者を増やし、自分たちが崇める神を呼び出す準備をしていることを告白する。ハルオのメトフィエスへの不信感が募る中、アラトラム号ではメカゴジラシティの一件によって種族間の対立が深刻化する。ビルサルドは実力行使でアラトラム号の動力室を占拠し、同胞を殺めゴジラ撃滅の好機を逃したハルオの極刑を要求する。その情報を受け取ったハルオは、マーティンの提案で対立が鎮静化する時間を稼ぐために敢えてフツアの隠れ家に身を隠し、その中でミアナからは生き残って命を繋げば勝ち、死んで消えれば負けというフツアの価値観を教えられ、自身に想いを寄せるマイナとは命を繋いで結ばれる。
しかし同じころ、メトフィエスは自身を怪しんでいたミアナを捕らえた上で信者たちとともに神を呼び出す儀式を行い、遂にエクシフが神と崇める高次元怪獣「ギドラ」を降臨させる。ギドラは信者となった生存者たちを生け贄として喰い尽くし、次いで宇宙にブラックホールを発生させてアラトラム号の近辺に出現する。時空間を歪め、機械に観測されないギドラの前にアラトラム号は何が起きているか理解できないまま撃沈され、そのままギドラは地上に出現し、迎撃に現れたゴジラ・アースをも圧倒する。ギドラを目の当たりにしたハルオは、エクシフの真の目的を知るためにメトフィエスと対峙する。
右目を抉り、ガルビトリウムを眼孔に埋め込んだメトフィエスによってハルオは意識を奪われ、精神世界の中でメトフィエスに語り掛けられる。かつて極めて隆盛したエクシフは、未来すら見通す科学によって「滅びは必然」という真理にたどり着き、ギドラという神に合一することが最大の救いであると見出した種族だった。エクシフの真の目的は、人類文明の発展によって生まれるゴジラを、人類や惑星ごとギドラに供物として捧げる、つまり地球そのものをギドラの力によって滅ぼすことだった。ゴジラは飽くなき繁栄を求めた人類の傲慢への罰であり、ゴジラを生み出すに至った文明は滅びを運命づけられている。だからこそ、霊長の精神は滅びを誇り高く受け入れるべきである。そう語りながら、メトフィエスはテレパシーで改竄した記憶を見せつつ、ハルオに生きることの苦難さと、全てを終わらせることで得られる解放、そして核開発を始めとする人類文明の発展がもたらす行為の愚かさを語り、ハルオにもギドラを崇めるように迫る。
一方、マーティンはギドラが異なる次元の存在であり、こちらの宇宙にギドラを手引きしている者がいるのではないかと推察し、メトフィエスこそがそれを行っている人物だと悟る。ハルオの危機を察知したマイナはフツアの神の力を介してハルオにマーティンの声を届け、ギドラ打倒のヒントを伝える。そしてハルオはメトフィエスを退け、両親がつけた自分の名前の意味を思い出し、エクシフの信仰を否定。意識を取り戻したハルオはメトフィエスの顔を掴み、ガルビトリウムを砕く。その瞬間、ギドラは地球の物理法則に囚われ、機械にも観測される実体ある存在となり、ゴジラ・アースの反撃によって撃退される。瀕死のメトフィエスは、ハルオにその命がある限りギドラは見ていると語って息絶える。ハルオは涙を流しながらメトフィエスを懐抱する。
生き残った僅かな地球人は、かつての文明の産物を捨てフツアと共に生きる道を選び、ハルオもマイナとの間に子どもを授かり穏やかな時を過ごす。しかし、マーティンはユウコの体内のナノメタルを利用して、残っていた一機だけのヴァルチャーをハルオの前で起動して見せる。記憶済みのテクノロジーを無限に再現できるナノメタルによる文明の再興を喜ぶマーティンだったが、ハルオは右目の痛みと共にメトフィエスの声が響く。飽くなき繁栄を人が求める限り、再びギドラが現れることを告げるメトフィエスの声に、ハルオは過去の文明の残滓であるヴァルチャーとユウコ、そしてゴジラへの憎しみを持つ最後の一人である自身を葬ることを決意する。
ハルオの様子を訝しんで追ってきたミアナにハルオはゴジラが憎いかと問いかけ、ミアナはフツアにとってゴジラは稲妻や嵐と同じ天災の一つでしかなく、憎いという言葉が分からないと答えた。ハルオが何をするのか悟ったミアナはそれは負けだと言って止めようとするが、ハルオは勝つことしかできない命は獣と一緒で、人間はいざとなれば負けを選べると語る。分からないと困惑するミアナに、ハルオは永遠に分からなくていい、自分が居たらいつか君たちが理解してしまうかもしれない、と優しく言い諭す。ユウコと共にヴァルチャーに乗り込んだハルオはゴジラ・アースに特攻する。ゴジラ・アースはヴァルチャーに熱線を放ち、最期の瞬間に微笑んだハルオはヴァルチャーもろとも撃墜され、ゴジラ・アースに激突して爆散する。
数十年後、フツアの村では年の幸を願った鎮守の祭りが催され、おいかりさまと呼ばれるヴァルチャーを模した籠人形に、フツア族の子どもたちが様々な怖いものを封じ込めて燃やしていた。子どもたちの中には、髪の色などに地球人の特徴を受け継いだ子もいた。そしてその様子を、老いて顔に皺が刻まれたかつての巫女の1人が暖かな眼差しで見守っていた。

## 登場人物
年齢は公式サイトより。

### 地球人
ハルオ・サカキ
声 - 宮野真守、洲崎綾（幼少期）
主人公。日本人。24歳。身長173センチメートル。階級は大尉。地球を脱出する直前に、両親がゴジラの襲撃に巻き込まれる様子を目撃した過去から、ゴジラに対して人一倍強い復讐心を抱いている。同時に、人類が真の意味で再起するためには人としてゴジラを倒すしかないと考えているが、人を捨てなければゴジラを倒せないと考えるガルグからはその矛盾を非難されている。宇宙船内ではダイチを父親代わりに育ち、ユウコのことは生まれた時から妹のように面倒を見てきた。高いカリスマを持ち、エクシフからはその献身性を、ビルサルドからは優れた自己決断力を評価されている。
タウe上陸に反発し揚陸艇を占拠したことで第一級反逆罪を問われ、船内の独房で拘留される中でメトフィエスから与えられたアラトラム号の機密データを元に対ゴジラ戦術を執筆。さらにメトフィエスの計らいで罪状を保留される形で保釈され、地球降下に参加する。リーランドの戦死後はメトフィエスから指揮権を委譲される形で対ゴジラ戦術を実行に移し、自らもパワードスーツ機械化特務分隊を率いてゴジラ・フィリウスの背びれへプローブを打ち込みを行う。直後に出現したオリジナル個体のゴジラ・アースの襲撃により負傷するが、フツアのシェルターで目覚め、治療されていることに驚きながらもそこで遭遇したミアナと交友を結ぶ。600名いた隊員を死地に追いやり、50名にまで減らしてしまったことに苦悩を抱きながらも、ガルグからナノメタルプラントの現存を聞かされると地球を残留を決める。しかし、メカゴジラシティでの滞在の中で無限増殖を続けるナノメタルとそれを生体にも利用するビルサルドへの不信を抱き、加えてゴジラに倒す上での人の在り方を巡ってガルグと対立してしまう。シティへのゴジラ接近が報告されると自らもヴァルチャー3番機に乗ってユウコやベルベと共にゴジラ誘導作戦に参加するが、自身の戦術案が通用しないゴジラに対してナノメタルを介したパイロット強化で攻撃を続行しようとしたガルグによってユウコが生命の危機に晒されたことに激しく動揺。逡巡と葛藤の末にメトフィエスの言葉に従ってシティの中枢部を攻撃しナノメタルの機能を止めるも、既にユウコは脳死状態となっており、結果的にガルグとベルベの戦友2人を自らの手で死なせてしまう。
自らの迷いが招いた結果に絶望し、ゴジラにもう勝てないと心が折れてしまうが、自身がナノメタルに侵食されなかったことを奇跡とすることで地球人をカルトに引き込むメトフィエスに次第に不信感を抱き始める。さらにビルサルドが自分の処刑を求めてアラトラム号で反乱を起こす事態となり、和解する時間を稼ぐために身を隠すことになる。その中で生き残って命を繋げば勝ち、死んで消えれば負けというフツアの価値観を教えられ、ミアナとマイナから勝つために命を繋ぐことを求められる。ミアナは役目を理由としていたことから拒んだが、恐怖という共有できる感情を理由にしたマイナは受け入れ命を繋いだ。ほどなくしてギドラ降臨に伴う異常現象を目の当たりにしてメトフィエスが何かを企んでいることを確信、その真の目的を知るために祭壇で彼と対峙するが、その右目に埋め込まれた「ガルビトリウム」により精神世界へと取り込まれてしまう。改竄された過去の凄惨な記憶を辿る中で、滅びの救済を説くメトフィエスに一度はなびきかけるが、両親がつけた自身の名の意味を思い出したことで精神世界から脱出を果たし、ガルビトリウムを砕くことでゴジラ・アースがギドラに勝利する決定打を作った。
ギドラとの戦いを終えてからはフツア族との共生を選び、マイナとの間に子どもを授かるが、ヴァルチャーの再起動の際にメトフィエスの声（小説ではメトフィエスの言葉を借りたギドラの声であると示唆されている）が届き、文明が再興し、ゴジラを怪獣たらしめる憎しみを持つ自分がいると、再びギドラがこの宇宙に現れてしまうことを悟る。そのため、憎しみを持たないフツアの未来を守るために、父親として生きる道をあえて自ら捨て、活動状態のナノメタルを宿すユウコを連れて再起動したヴァルチャーに乗ってゴジラ・アースに特攻し、自身の命と引き換えにこの世界とギドラの繋がり、ナノメタルの脅威、そしてゴジラへの憎しみを絶った。
小説により、母親は欧州奪還作戦におけるパリの戦いの英雄ハルカ・ヤシロ、父親は地球連合情報軍総合情報部調査官としてこの小説の物語を記録したアキラ・サカキと判明。名前は「いつか冬を越えて、命が蘇る春が巡り来る」ことを祈って両親から付けられた。

ユウコ・タニ
声 - 花澤香菜
アラトラム号で生まれた日本人女性。19歳。身長160センチメートル。階級は曹長。ハルオの幼なじみで、彼に特別な思いを抱いている。非凡な兵器開発・改造技術に加えて、パワードスーツや地球人では扱いの難しいヴァルチャーを乗りこなす操縦テクニックをもつ。
祖父ダイチが命を落とした降下艇の爆発事故に関してハルオの話を聞くために地球降下部隊に志願し、リーランドからハルオの「お目付役」を任される。ゴジラ・フィリウスとの戦闘ではパワードスーツ部隊に参加し、ハルオと共にその最終段階となるEMPプローブスピアの打ち込みを行う。ゴジラ・アースの攻撃でハルオと離れ離れになり、間もなくハルオと再会するも、ミアナを妹のように可愛がっているハルオを見て嫉妬心のようなものを抱き、それに伴ってフツアそのものにも偏見的な考えを持つようになり、ハルオとガルグの口論の際にはフツアへの不信感からビルサルド側に立って彼らを擁護するような言葉を口にしている。メカゴジラシティでは他の地球人が警備や兵站に回される中、卓越したテクニックをビルサルドに買われてヴァルチャーのテストパイロットを任される。自分のしてきたことに悩むハルオを励まし、口づけして好意を示している。
対ゴジラ・アース戦ではハルオらと共にヴァルチャー1番機を操りゴジラ誘導を担当した。だが、戦闘の最中にガルグの判断で体内にナノメタルを注入されてパニックに陥り、コックピットからの脱出を図るも周囲の高熱のために失敗、拒絶反応で瀕死の状態になってしまう。ハルオがシティ中枢を破壊したことでナノメタルの侵食は停止したが、目から水銀のような泪を流しながら意識を喪失。体内のナノメタルが生命維持装置の役割を果たしているため心臓は動き続けているものの、脳死状態に陥ったことで、生きてはいるが二度と目覚めることはなくなった。その後はフツアの村の一室で眠りについていたが、体内にある活動状態のナノメタルを利用されることを防ぐために、ハルオの腕に抱きかかえられながらヴァルチャーによってゴジラに特攻し、目覚めることなくハルオと運命を共にした。

マーティン・ラッザリ
声 - 杉田智和
軍属の環境生物学者であるイタリア系アメリカ人。34歳。身長175センチメートル。階級は少佐。好奇心旺盛な性格で、自己決断力にも優れるが、ビルサルドから見ても少々「特殊」。生物の進化とは長期的な時間の中での環境への適応によって成り立つものと考えている。
地球到着後は放射線濃度の観測結果が平穏だったことからゴジラの同種が複数存在する可能性は低いと推測し、地球降下後は主にゴジラや一変した生態系の分析を行う。対ゴジラ作戦ではガルグと共にゴジラの電磁気増幅器官への攻撃を担当した。遭遇したゴジラと21世紀に確認されたゴジラの体格がほぼ同じだったことから最初の自説を否定し、これらが別個体だと推測、直後に出現したゴジラ・アースによって新説が裏付けられることになる。部隊壊滅後はガルグともどもフツアに助けられており、彼等の住居でハルオと再会する。保護されていた間に地球の生態系の在り方や、フツアの文化や生物学的特徴についての考察を行い、研究材料の宝庫となっていた地球を調べるため母船への帰還を拒否した。メカゴジラシティでは軍医としても働くが、ナノメタルの生体利用に関して人為的な肉体改造こそ進化と主張するビルサルドの思想には否定的な考えを示し、ナノメタルによる肉体の強化を強要された際にはそれを拒絶して真っ先にシティからの脱出を決めた。
メカゴジラシティの敗北後、ナノメタルに侵食されなかったことをメトフィエスに奇跡と称えられたハルオに対し、奇跡などではなくフツアの治療が原因だと伝えるが、不信心と糾弾されるのを恐れて信者たちにはそれを明かせなかった。アラトラム号でのビルサルド反乱の報を受けると、ハルオの身の安全と事態収束の時間稼ぎを両立する案としてハルオに脱走という体で身を隠すことを提案したが、ほどなくしてアラトラム号との交信が途絶し、数々の異常現象を発生させながら降臨したギドラと対峙する。ギドラの超常性に混乱しながらも、通常の物理法則が一切通用しないことからギドラが異次元の存在であると見抜き、さらにギドラだけが一方的にこちらの宇宙に干渉できていることから、こちらの宇宙にギドラを手引きしている者がいることを突き止め、マイナの力を借りてギドラの弱点をハルオに伝えた。
ギドラ戦後はフツアの村での生活を送り、フツア族の服を着用して組み紐による文字を学ぶなど溶け込んでいったが、その中でも文明再興を目指してナノメタル制御の研究を続けており、ユウコの体内に残されたナノメタルを利用してヴァルチャーの再起動に成功し、それによってハルオが特攻するきっかけを作ってしまう。

アダム・ビンデバルト
声 - 梶裕貴
揚陸艇およびホバーの操縦士を務めるドイツ人。21歳。階級は少尉。明るい性格で、ハルオに尊敬の念を抱いている。
ゴジラ・フィリウスとの戦闘では、当初ベルベと共にホバーバイク部隊を率いてゴジラへの陽動を行う。セルヴァムの妨害で作戦に遅れが生じた際は、ハルオの指示で即席の誘導路を形成するための爆撃を担当し、揚陸艇を熱線で撃墜されながらもゴジラを指定ルートにおびき寄せる。ハルオたちと合流後は彼に従ってメカゴジラシティに赴くが、そこのナノメタルが生体にも影響を及ぼすと知ってからはそれに対して強い不安を抱くようになり、ビルサルド兵のシティへの同化行為を目撃してパニックを起こす。その後、ガルグの考えを拒否したマーティンに倣い他の地球人兵と一緒にシティから脱走した。
元はエクシフの宗教への信心は薄かったが、最後の希望であったメカゴジラシティが敗北したことで完全に心が折れ、絶望から逃れるためにエクシフのカルトの信者に成り果ててしまう。神の奇跡によってゴジラを倒すというメトフィエスの言葉を盲信し、神を降臨させる儀式にも参加したが、その結果ギドラへの生け贄にされてしまい、ギドラの影に喰らい尽くされ死亡した。

エリオット・リーランド
声 - 小野大輔
アラトラム号の保安主任で、地球降下部隊総司令に任命されたイギリス人。32歳。身長180センチメートル。階級は大佐。ハルオより8歳年上で、幼少期は宇宙船の中で兄弟のように育った。野心家で、ゴジラ討伐をきっかけに中央委員会に代わって権力を手中に収めようと画策する。その一方で極めて慎重な性格をしており、必要以上のリスクは犯さない主義。
降下直後にセルヴァムの群れに襲撃されて人員と機材に被害が出たことや、地球の大気と水が毒性を持っていたことから移住を断念し撤退を宣言、しかし揚陸艇が全機破壊されたためにゴジラの推定回遊圏内を通過して他の中隊と合流せざるを得ない状況になる。行軍中にゴジラの襲撃を受け、ホバーバイクに乗り単独で戦うハルオの援護をするため多脚戦車で特攻、「非対称性透過フィールド」のノイズ周期を解明したものの熱線を浴び殉職する。

ウンベルト・モーリ
声 - 堀内賢雄
アラトラム号の船長で、中央委員会の人間代表も務めるイタリア人。56歳。階級は大将。地球連合の発足以前の戦いで、ゴジラに敗れた過去をもち、そのためゴジラへの対応には慎重になっている。
ハルオのゴジラ討伐計画をメトフィエスとエリオットに押される形で承認し、当初の作戦失敗後には残存部隊を船へと帰還させようとするが、ハルオを含めたほとんどの隊員は地球残留を決め、メカゴジラプラント残存の情報にビルサルドも地表への降下を要求しはじめるなど、艦内外のクルーの統制に苦慮している。メカゴジラシティでの事件後、対立が深刻化した地球人とビルサルドの取り持ちが上手くできず、ビルサルドの反乱を招いてしまう。最終的に宇宙に降臨したギドラに襲撃され、何が起きているのか理解できないままアラトラム号と運命を共にした。
2039年の「オペレーション・エターナルライト」前哨戦では轟天型潜水艦1番艦「轟天」副長としてジングウジ艦長を補佐しながらマンダを倒し、その後も対怪獣作戦に従軍した功績を認められ、アラトラム号船長に選ばれる。だが、轟天最後の出航直前に爆発事故で負傷、退艦していたため、自分のみが生き残ったという経緯があり、自分を船長に選んだ人工知能の決定に疑問を持っている。

タケシ・J・ハマモト
声 - 山本兼平
移民船アラトラム号の副長で、中央委員会のメンバー。階級は准将。事なかれ主義の保守的な思考の持ち主で、ハルオのゴジラ討伐計画に対しても強い難色を示していた。しかしメカゴジラシティでの事件が露呈すると、新たなゴジラの誕生を阻止したハルオの決断の正当性を主張、機械と融合して繁栄するというビルサルドの考えを糾弾してドルドと対立し、ビルサルドの反乱に対しても冷静に鎮圧のための作戦立案を指示する。最終的に宇宙に降臨したギドラに襲撃され、何が起きているのか理解できないままアラトラム号と運命を共にした。
『プロジェクト・メカゴジラ』では、アキラの調査報告を怪獣災害にあった被害者の証言をまとめたという性格から信頼性が極めて低いという判断を下している。

ダイチ・タニ
声 - 堀越富三郎
ユウコの祖父。元地球連合極東陸軍所属。アラトラム号で孫娘のユウコと共に、友人から託されたハルオを育てていたが、長年の船内生活に疲れ果て、危険を承知でタウeへの降下計画に志願。反対するハルオを諭して同じような志願者と共にタウeに向かったが、その途中に起きた揚陸艇の爆発事故により死亡、「大地で終わりたい」という願いが果たされることはなかった。
小説版では元地球連合極東陸軍所属の一曹→曹長。2030年代には40代を過ぎていたが、富士教導団での試作兵器開発や朝鮮半島および中国大陸での威力偵察を経験し、2039年の「オペレーション・エターナルライト」ではノルマンディーにてビオランテ撃滅に貢献している。ハルオの父アキラとはインド防衛線崩壊時に知り合い、日本が陥落した際に彼を助けたことが縁で護衛を務めるようになる。

マルコ・ジオーネ
声 - 柳田淳一
工兵隊所属の兵士。アダムとは同年代。階級は伍長。ゴジラ・フィリウスとの戦いを乗り越えたものの、ゴジラ・アースの襲撃で部隊が壊滅したことで戦意を喪失してしまい、なおもゴジラ・アースと戦おうとするハルオに詰め寄り、他2名の隊員とともに救助艇でアラトラム号に帰還する。メカゴジラシティの敗北をきっかけにエクシフのカルトに入信し、エンダルフと共に祈りを捧げていたが、その結果アラトラム号がギドラに襲撃され、落下する瓦礫の下敷きになり死亡した。

ジョシュ・エマーソン
声 - 石谷春貴
マーティン・ラッザリの助手。アラトラム号内の生まれであり、木を記録でしか見たことがなく、紀元後2万年の地球の植生を見た際には記録との違いに驚く。ゴジラ・フィリウスとの戦いやメカゴジラシティでの戦いを生き延び、マーティンと共にギドラと対峙し数々の異常現象を報告し続ける。ギドラ戦後にマーティンらと共にフツアの村で生きることを選び、本編の数少ない生存者となる。
ノベライズ版『怪獣惑星』および『星を喰う者』では登場しない。

### エクシフ
メトフィエス
声 - 櫻井孝宏
異星人「エクシフ」出身の軍属神官（大司教）。50歳（地球人換算で25歳）。身長195センチメートル。階級は中佐。エンダルフに代わって教団を運営し、その人格と博愛主義から人種を越えた人望を集める。感情を表にだすことがなく、常に穏やかで冷静。
ゴジラ討伐に燃えるハルオの理解者であり、献身を体現する稀有な地球人として彼こそがゴジラと対峙する英雄にふさわしいと考え、委員会会議でも彼の仮釈放から地球への帰還および降下の進言、リーランドの死後の指揮権の譲渡など最後までハルオの支援を続けた。一方でゴジラ・アースの存在を最初から予想していた節があり、ゴジラ・アースの出現の際にも落ち着いた様子を見せている。指揮権移譲後は単独行動していたが、ゴジラ・アースにより壊滅した部隊の生き残りをまとめて負傷者32名 と共にハルオたちと合流し、皆と共にメカゴジラシティに赴いた後は、ガルグにガルビトリウム修復用ラボの再現を依頼し、シティ外縁部南東の洞窟に設けた専用工房で作業しながら集会を行う。シティの地下で増殖を続けるナノメタルを禍々しいものと形容し、それを扱うビルサルドをゴジラを超えるものになろうとしているとの危惧を語り、ゴジラ・アースへの恐れを抱くハルオにエクシフの間ではタブーとされるかつて自身の母星を滅ぼした存在の名を告げた。メカゴジラシティの決戦中は1人工房に篭り、コントロールセンターから退避する地球人を安全な洞窟内部で保護、ビルサルドの合理的思想を否定し、メカゴジラシティが地球全てを食い尽くす危険性を訴え、ユウコを侵食から救うにはナノメタルの挙動を制御するコントロールセンターの破壊をしなければならないと告げる。メカゴジラシティ戦後はハルオの決断を称えつつ、ハルオが生き残った本当の理由を隠した上で英雄と持ち上げることで信者を増やし、ハルオから不信を抱かれる。
正体はエクシフ教皇の血を引く「御子」と呼ばれる存在で、表向きの族長であるエンダルフを隠れ蓑としたエクシフの真のトップ。地球人やビルサルドに自分たちが持つテレパス能力を隠し、その能力を利用してエンダルフと密かに交信して、エクシフが神と崇める高次元怪獣ギドラを降臨させるべく暗躍していた。ダイチ・タニらが乗った揚陸艇に爆発物を持ちこませ、事故を装ってダイチを殺害した犯人でもある。自身がテレパス能力を持つと見抜いたミアナを捕らえ、信者と共にギドラを降臨させることに成功すると、ゴジラ・アースとギドラの激突を眺められる高台に作った祭壇でハルオと対峙し、彼を供物にするべく自ら抉り取った右目に埋め込んだ神器「ガルビトリウム」で精神世界に引きずり込む。ハルオの記憶をテレパシーで改竄しつつ、人類文明は滅びが不可避であり、避けられない滅びを誇り高く受け入れるべきだと説き、ギドラを完全に降臨させられる英雄であるハルオにギドラを呼ぶように迫るが、自身を拒んだハルオに掴みかかられる。計画の失敗に動揺しながらも、人類が文明の再興を望む限りいずれ再びギドラが降臨すると確信していたこともあり、抵抗せずにガルビトリウムを砕かれ、ハルオの怒りと憎しみを称えながら静かに息絶えた。

エンダルフ
声 - 山路和弘
異星人「エクシフ」の族長である軍属神官（枢機卿）。105歳（地球人換算で50歳）。階級は中将。メトフィエスの上官だが、教団の運営は実質的に一任している。
人道主義者であり、ゴジラ・アースの襲撃で降下部隊との通信が途絶していた時も生存者の捜索を主張、ガルビトリウムの神託で降下部隊との連絡がつくと予言し太陽系離脱を制止する。
実際はメトフィエスの従者であり、テレパス能力による彼の指示に従ってアラトラム号側で信者を増やし、儀式の準備を進めていた。メトフィエスの方針には全面的に賛同しているものの、ハルオを英雄視して強く執着する姿勢に関してのみ懐疑的な意見を述べている。信者たちと共に儀式を行ってギドラを降臨させ、その姿を恍惚とした表情で眺めながら炎に飲まれて死亡した。

### ビルサルド
ムルエル・ガルグ
声 - 諏訪部順一
異星人「ビルサルド」出身の技術士官。60歳（地球人換算で35歳）。身長185センチメートル。階級は中佐。ビルサルドの面々でも特に屈強な肉体の持ち主。かつて、地球連合軍戦略技術研究所でメカゴジラの設計に携わった過去を持つ。
ハルオへの期待と信頼は厚いが、ビルサルドとして自然は科学を持って制し、怪獣を殲滅するということは自身らがそれ以上の種になるということであり、ゴジラを倒すには“ヒト”を超えた存在に至らなければならないという信念を抱く。そのため、ゴジラを地球文明の偉業、ゴジラを制御できなかったことが地球人の咎だと捉え、「環境の支配者をゴジラと呼ぶならば、人型種族こそがゴジラと呼ばれるに足らなくてはならない」と主張する。地球人の末裔と思しきフツア族に対しては、極めて原始的な文化しか持たないことから差別意識を隠さず「虫」呼ばわりしている。
ハルオの対ゴジラ戦術の有用性を認め、科学的裏付けを行う。その後ハルオらと共に地球へ降下し、ゴジラ・フィリウスとの戦闘では特殊仕様の戦車でゴジラの電磁パルス増幅器官への攻撃を担当した。ゴジラ・アースによって部隊が壊滅した後、大きさの違いだけならまだ可能性はあるとゴジラ討伐続行の考えを示し、さらにマイナが使用する矢じりがメカゴジラの構成素材であるナノメタルであることに気付く。直ちにベルべと共にフツア族の工房にあったナノメタルの塊を調査して、破壊されたメカゴジラの残骸がまだ活動している可能性からゴジラへの勝機を見出し、フツア族にナノメタルの採取場所を聞き出すことをハルオに進言する。メカゴジラシティ到着後は増殖したナノメタルを動員した圧倒的な物量作戦を提案、シティのコントロールを掌握して全面的な改造に着手。シティの武装化とヴァルチャーの開発を進め、シティにおけるゴジラ・アースとの戦闘ではそのトラップおよび火器の制御を担った。
EMPプローブが効かず、高熱波によってシティ全体を焼き尽くそうとするゴジラ・アースに対し、肉体をナノメタルに侵食させてシティと融合することで熱に耐え、ヴァルチャーを予備のプローブ代わりにしてゴジラ・アースに特攻させるという作戦を断行、ビルサルドだけでなくヴァルチャーのパイロットを含んだ地球人もナノメタルで強制的に改造しようとした。それに動揺して攻撃の手を止めたハルオに必死にゴジラ打倒の重要性と意義を訴えるも、苦しむユウコの命を優先したハルオのヴァルチャーの砲撃でコントロールセンターもろとも撃ち抜かれて死亡した。

リルエル・ベルベ
声 - 三宅健太
ビルサルド出身の軍事教官。55歳（地球人換算で35歳）。階級は少佐。ハルオたちの軍事教官を務めた過去を持つ。ガルグと違ってフツアへの偏見はそれほど強くはないが、やはりビルサルドの思想には忠実で、メカゴジラシティとの同化を生命の進化と同義だと考えており、感情を捨て完全なる論理の世界で生きることを理想として語る。
地球ではホバーバイク部隊の右翼2班を率いてゴジラ・フィリウスの陽動や誘導を行った。ハルオと共にヴァルチャー2番機でのゴジラ・アース誘導作戦に臨んだ際、ガルグの提案をすんなりと受け入れてナノメタルによる改造を施され、ハルオやユウコにも自爆攻撃に協力を求めるも、最終的にそれを拒否したハルオがシティ中枢を破壊したことで体内のナノメタルが停止、ヴァルチャーごと燃え盛るコントロールセンターに落下し死亡した。

ハルエル・ドルド
声 - 中井和哉
ビルサルドの族長。70歳（地球人換算で40歳）。階級は中将。常に論理的な思考を取る科学至上主義者にして冷静沈着な懐疑論者で、何事に対しても違う視点からの可能性を指摘する。
ゴジラ・アースの出現により、地球降下部隊を置いて太陽系からの脱出を提案するが、その後メカゴジラシティ発見の報を聞くとほかのビルサルドと共に地球への降下を希望するようになり、ゴジラの振動波のデータをメカゴジラシティに送信し支援した。しかし、メカゴジラシティの敗北と、非志願者への強制的なナノメタルとの同化の件によってハマモトと対立、ビルサルドの正当性を実力行使で示すべくアラトラム号の動力室に立てこもる。船内のライフライン維持を盾に取り、シティを破壊しガルグを殺害した戦犯であるハルオの処刑を要求するが、ギドラの影響で重力コイルを制御できなくなり、動力室の爆発に巻き込まれて死亡した。

### フツア
マイナ
声 - 上田麗奈
フツアの神モスラの卵を守る巫女の一人。身長150センチメートル。年齢は不明。ミアナの双子の姉。
冷静な性格で、初遭遇時に銃撃を受けたこともあって他種族に対する警戒心が強く、そのために妹のミアナと比べてやや釣り目で、ハルオら「ワタリガラス」に対して常に厳しい視線を送っている。一方で、第1章でゴジラ・アースの攻撃で機材の下敷きになり重傷を負っていたハルオを助けて治療した恩人であり、危険に恐れず立ち向かうハルオに対して恋心のような執着心を抱いている。
フツアの村に連行されたハルオたちと卵を介したテレパシーで交信し、森を焼き払ったことや自分に武器を向けたことなどを問い質し、ハルオの返答から「ワタリガラス」を敵ではなくフツアの輩と認める。その後はミアナと共に地球降下部隊の活動に協力し、揚陸艇の捜索やメカゴジラシティまでの案内などを行ない、メカゴジラシティを形作るナノメタルを「毒」と呼びハルオに警告した。ゴジラ・アース戦ではムナクの反対を押し切ってミアナと共にメカゴジラシティに向かい、テレパシーでハルオを援護した。
メカゴジラシティでの戦闘後はハルオが死んで消えてしまいそうだという怖れを抱き、治療したのがミアナではなく自分だと明かした上で、ハルオに想いを告げて命を繋ぐ。ほどなくしてメトフィエスに捕らえられたミアナの声を感じ取ってハルオやマーティンらと共にギドラと対峙し、メトフィエスの下に向かったハルオの危機を察知すると、モスラの卵の力を借り、マーティンの声を伝達してギドラの弱点を伝えた。ギドラとの戦いを終えた後はハルオの子を妊娠し、他のフツア族に祝福されながら髪を結い上げた姿になったが、ゴジラに特攻する意志を固めたハルオを止めようとはしなかった。
それから何年も経った後、ホウトゥアと生き残った人間の若い子孫が、ハゲタカの肖像に否定的な感情を表すコードを捧げて燃やす儀式を行うのを誇らしげに見守っていた。
ノベライズ版『星を喰う者』ではメトフィエスがテレパス能力を持つことを見抜き、真意を問い質そうとして単身彼の元へ向かい捕らえられるという、映画版におけるミアナの立ち回りをしている。映画版と異なりハルオに想いを寄せていないが、ミアナがハルオの命を繋ごうとしていることを思考の共有で知っていたこともあり、ハルオがゴジラに特攻する際には彼の決意を察知して止めに向かう。しかし、ハルオが語る憎しみという感情が分からず、同時にハルオを翻意させることができないことも悟り、最後の最後で突き放された寂しさを表情に出しながらハルオにすすんで道を開けた。おいかりさまの鎮守の祭りではミアナと共に老いた姿で参加し、神楽に耳を傾けていた。

ミアナ
声 - 小澤亜李
フツアの神モスラの卵を守る巫女の一人。身長150センチメートル。年齢は不明。マイナの双子の妹。
ゴジラ・アースに敗れたハルオと陥没孔内のシェルターで遭遇し、当初は驚いてハルオから逃げるも交友を結ぶ。好奇心旺盛な性格で、興味を持ったハルオたちに積極的に関わろうとし、テレパシーではなく言語を用いたコミュニケーションを取ろうとする。生き残り命を繋ぐことを勝ちとするフツア族の価値観や、稀人を受け止め知り尽くす巫女の役目には忠実で、ハルオに対しても好意はあるがあくまで義務として命を繋ぎ勝たせようとする。
フツアの村に連行されたハルオたちと卵を介したテレパシーで交信し、森を焼き払ったことや姉のマイナに武器を向けたことなどを問い質し、ハルオの返答から「ワタリガラス」を敵ではなくフツアの輩と認める。その後はマイナと共に地球降下部隊の活動に協力し、揚陸艇脱出ユニットの捜索やメカゴジラシティまでの案内などを行ない、メカゴジラシティを形作るナノメタルを「毒」と呼びハルオに警告した。ゴジラ・アース戦ではムナクの反対を押し切ってマイナと共にメカゴジラシティに向かい、テレパシーでハルオを援護した。
メカゴジラシティでの戦闘後はマーティンの頼みでビルサルドに糾弾されるハルオを匿い、フツアにとっての勝ち負けがどういうものかを教えてハルオと命を繋ごうとするが制止される。メトフィエスがテレパス能力を持つことを見抜いており、その夜に真意を問い質そうとして単身彼の元へ向かうが、ギドラへの捧げ物として捕らえられてしまい、祭壇に張り付けにされてしまう。ギドラとの戦いに巻き込まれることなく無事に生還し、ハルオを春の花畑に案内するが、ゴジラに特攻する意志を固めたハルオが「ゴジラが怖いか」と尋ね、竜巻も稲妻も怖いと答えた。ゴジラを憎むかどうか尋ね、ミアナは、フツアには「憎しみ」という言葉がないと答え、何を言っているのか理解できず「むしろ俺がいたら、いつか君たちが理解してしまうかもしれない」とハルオが言った。
ノベライズ版『星を喰う者』では映画版と同じくハルオと命を繋ごうとして制止されるが、ギドラ戦においては映画版におけるマイナの立ち回りをしており、マーティンと共にハルオの精神世界に介入する。映画版に比べてハルオへの好意が明確になっており、ギドラ撃退後もハルオと命を繋ごうとしていたが、ゴジラに特攻する意思を固めたハルオの決意には気付くことができなかった。おいかりさまの鎮守の祭りではマイナと共に老いた姿で参加し、神楽に耳を傾けていた。

ムナク
声 - 山路和弘（兼役）
フツア族の族長。ゴジラ・アースに敗北した地球降下部隊の生存者のうち18名を集落の墓所で拘束し、双子を介して聖地を爆弾で焼き払ったことの真意を問う。揚陸艇の捜索を希望する部隊を解放して武器を返却したものの、メカゴジラシティに案内することには反対していたが、双子に説得されて場所を公表する 。マイナとミアナの「ワタリガラスに助力を」という声に否定的な考えを述べるが、ゴジラ・アース戦の最中に彼女ら2人がメカゴジラシティに居ることを感じ取り、他のフツアの民に卵が告げる試練の時だと語った。マイナがハルオの子を妊娠した際は、彼女の頭に手をかざし祝福の儀式を行った。

## 登場怪獣
ゴジラ
本作品には、地球人類を滅亡寸前にまで追いやった個体「ゴジラ・アース」と、ゴジラ・アースから細胞分裂して誕生した別個体「ゴジラ・フィリウス」が登場する。

セルヴァム
紀元後2万年の地球に生息するゴジラと同様の金属質の細胞から成る生物。ゴジラの亜種生物にあたり、記録にある地球原産生物とも異なる形状や、G細胞生物特有の金属に極めて酷似した体組成、あらゆる動くものを攻撃する獰猛な性格が特徴。地を這うワーム型と翼を持ち飛行する翼竜型の2種類が存在する。一方で森の中にはセルヴァムを捕食する植物もいる。
翼竜型
全長は十数メートル、翼長は10メートルほどで短い腕を別に持つ。首と尻尾は細長く伸び、体表は青みがかっており、頭部に複数の赤い眼球と鋭い牙を持つ。揚陸艇やパワードスーツの装甲をも喰い破る硬い歯などの攻撃力を持ち、ホバーバイクと比較すると機動性は互角で敏捷性は上回る。数頭の群れで行動する習性があり、より小さいワーム型のG細胞生物などを捕食する。
初遭遇となる元渋谷付近でのA中隊との交戦では死者12名、重軽傷35名を出し、揚陸艇4隻など大量の機材も破壊した。
ワーム型
表面はゴツゴツした鎧のような皮膚で覆われ、翼竜型と同様に多くの赤い目を持ち、頭部の丸い口には無数の牙が生える。全長約6.5メートル。毒性のある霧が停滞するすり鉢状の窪地や土手に巣穴を作って生息する。周囲から伸びる触手状の根を用いて獲物に襲いかかる。翼竜型にとっては被捕食者だがかなりしぶとく、降下部隊が携行している銃弾では皮膚を通さない。

ギドラ
異星人エクシフが信仰の対象とする高次元生命体。

モスラ
フツア族が神と崇める昆虫怪獣。映画本編では卵のみが存在し、「フツアの神」と呼ばれ名前は語られず、ハルオの精神世界において黒塗りのヴィジョンとして成虫が登場する。

## 登場兵器

### 恒星間移民船
地球外惑星移民計画に基づき、地球連合が建造した宇宙船。地球の衛星軌道上で建造され、人員は人工知能「オムニエレクティオ」により、人類の生存に必要な能力値を備えた人間が選別された。
オラティオ号
第一恒星間移民船。全長3キロメートル。定員10,000名。移民予定地は地球からはくちょう座の方向に約1,400光年離れたケプラー452系。内部には冷凍睡眠施設を備える。プロジェクトでは中距離亜空間飛行と冷凍睡眠技術を使い、船内時間で100年をかける。現在ではアラトラム号との通信は途絶状態にあり、その所在は不明になっている。

アラトラム号
第二恒星間移民船。全長1.5キロメートル。定員5,000名。8基の核パルスエンジンを有し、中心部には亜空間航行や船内電力を賄う重力コイル機関を持つ。居住空間は船体中央に配され、船首左右には揚陸艇の発着カタパルトも装備している。亜空間航行の推進力は、プラズマジェットエンジンによる水素プラズマの噴射。約40回の至近距離亜空間航行を繰り返す20年の旅で、オラティオ号よりも航行距離とくじら座タウ星eへの到着期間が短いため、冷凍睡眠施設は存在しない。しかし、航海の途中で慢性的な物資不足に陥り、過酷な宇宙生活に耐えられず病死する者、精神を病んで自殺する者も相次いだため、現地到着時にその人員数は4,000人まで減少していた。
地球帰還後は大気圏外に待機するも、G細胞の胞子が発する電磁波により降下部隊と満足に通信が繋がらないという事態に陥る。その後、メカゴジラシティの発見とその崩壊によってビルサルドとの間に対立が生じ、クーデターで艦内の電力を掌握されてしまう。さらに、そのタイミングでエクシフが呼び寄せたギドラに襲撃され、ゲマトロン演算装置の異常で脱出することも叶わず、乗船していた全人員ごと爆散した。

### 移民船搭載機
アラトラム号の目的が惑星開拓であるため戦闘兵器は少なく、対ゴジラ戦術では非戦闘用の機材を改造したものが多く運用される。
揚陸艇
大気圏への突入機能およびホバーバイクなどの収納機構を備えた揚陸艇。非運用時は移民船の内部に格納される。コクピットブロックは緊急時には機体から分離して小型の脱出艇になる。エンジンは水素ロケットエンジン。着陸地点確保用に、下部ハッチから搭載されたサーモバリック爆弾を投下できる。

パワードスーツ
採掘機能を有した惑星開拓用汎用機。2030年代にビルサルドの技術提供を受けて富士教導団で開発され、「オペレーション・エターナルライト」にも投入された「38式機動戦闘服ジャガー日本式」の技術が受け継がれている。武装は両腕部の20ミリレールガンで、30ミリ機関砲なみの威力を持ち、12ミリ合金ペレット弾を発射する。本来は重機であり戦闘用ではないが、対ゴジラ戦術では歩兵隊の装備として運用され、最終段階となるEMPプローブの打ち込み行う。
ヴァルチャー
ビルサルドがナノメタルを用いてパワードスーツを戦闘用に再設計した高機動人型有人兵器。長い四肢と猛禽類に似た頭部を備え、背面のロケットエンジンを装備した飛翔用ウイングによって空中を高速で飛行することが可能。骨格や装甲、エンジンの内部機構まで操縦者の特性に合わせてカスタマイズ可能。防御力、攻撃力、機動性ともに圧倒的に向上しており、ホバーバイク300機分に相当する火力を有するが、搭乗者の身体に激しい負担を強いるため、真に性能を引き出せるのは身体の頑強なビルサルドや限られた人類に限られる。蓄電量は融合炉並みで、元富士山外輪山から5キロメートル圏内であれば、シティのナノメタルから無限にエネルギー供給を受けられる。シティからのコマンドによりパイロット自身をナノメタルで改造するというシステムが組み込まれ、負荷軽減のためにナノメタルで人体ごと完全機械化すれば、理論上は8,000℃でも10秒は耐えられ、最大でパワードスーツの3倍以上に相当する運動量を発揮できる。
本格的な量産を前にゴジラ・アースが進行を開始したため、パワードスーツを改良する形で先行開発された3機のみが実戦投入される。パイロットは試験飛行を行ったユウコに加えて、自らパイロットを志願したハルオとベルベが務める。だが、攻撃はゴジラに通用せず、ベルベの2番機は燃え盛るメカゴジラシティに墜落して消失、ハルオの3番機は高熱の影響で破損、唯一残ったユウコの1番機もビルサルドが機能をロックしたせいで再起動が困難となる。マーティンがユウコの体内から生きたナノメタルを回収したことで、数ヶ月かけて再起動に成功するが、文明の復活に伴いギドラが再び来襲することを恐れたハルオがゴジラへの特攻に用い、熱線を浴びて撃墜された。

多脚砲台
2門の電磁加速砲を搭載した装甲戦闘車両。土木作業用機械だったものを改造した機体で、G-HEDなど整備性に優れたかつての欧米軍系統の兵器の系譜を受け継ぐ。各関節部には貴重なナノメタルが使用されている。クロウラー付きの4脚構造の脚部は可変式で、状況に合わせて歩行形態と走行形態を使い分けられる。また、機体には油圧シリンダーを用いたマニピュレーターも搭載されている。対ゴジラ戦術では砲兵隊の装備として運用され、一部の機体はゴジラの電磁パルス増幅器官を破壊するため、ガルグの手で電磁砲の威力が強化される。

ホバーバイク
「オペレーション・ロングマーチ」時に開発された、2人乗りの二輪車型ホバークラフト。正式名称は「43式航空偵察艇」。エンジンユニット、武装ユニット、操縦ユニットをフレームの中に収め、それを装甲で覆うというシンプルな構造が特徴で、単純な構造ゆえに大量生産が容易でかつ滅多に故障しないのが利点。コストの問題やゴジラの熱線を防ぎきる物質が製造不可能という事情から装甲は最小限しか施されておらず、武装も下部の機関砲1門のみに留められている。アラトラム号には不整地移動用の小型ホバーとして積み込まれていたが、対ゴジラ作戦では誘導役として遊撃隊が運用する。

### その他の兵器
メカゴジラ
ビルサルドの技術提供によって製造された対ゴジラ超重質量ナノメタル製決戦兵器。本編以前にゴジラによって破壊されるが、残存した頭部ユニットを中心に2万年の間浸食を続け、巨大施設「メカゴジラシティ」を形成する。

## 用語

### 種族・生物
怪獣
20世紀末より現れ始めた巨大生物。急激な環境変化に起因する生物淘汰によって、各生物に生じた突然変異が出現の原因とされる。ほとんどの個体は電波を吸収する性質をもつため発見が難しく、その多くが人口密集地を攻撃する傾向があったため、出現当初から各地で甚大な被害をもたらした。メトフィエスの見解では、怪獣の出現は「驕った文明種族に対する自然摂理からの復讐」であるとされ、地球以外の惑星でも怪獣災害による文明の崩壊があったらしく、星という種に命が芽吹き、人が文明の花を咲かせ、その果てに実る果実こそが怪獣だという。

地球連合
人類、エクシフ、ビルサルドが2039年に共同で発足させた組織。エンブレムは太陽系にエクシフとビルサルドのエンブレムを重ねたものを用いている。史上初の地球統一政権で、発足に伴い旧時代の国家は自治区へと移行した。異星種の協力で開発した対怪獣兵器によって怪獣に対抗する手段を得るが、ゴジラには敵わず、地球外惑星移民計画が加速することとなる。当初は旧アメリカのニューヨークを地球連合首都としていたが、2042年に復活したゴジラによる襲撃で壊滅、その後は旧ブラジル連邦共和国のリオデジャネイロに政府中枢機能を移転した。2048年3月14日のアラトラム号出航後、ゴジラによるリオデジャネイロ消滅に伴って連合本部は壊滅、その後は旧コロンビアの港湾都市ブエナベントゥラに臨時的に拠点を移して連合軍の残存勢力を結集させていた。しかし、ブエナベントュラにもゴジラが迫っており地球連合軍はモスラから託された卵と避難民を残存する空母『サラトガ』に載せ、ビルサルドのナノマシン・シェルターが存在する日本列島へ輸送する地球連合軍最後の作戦とされるオペレーション・クレードルを遂行する。(この作戦のために残存するほぼ全ての戦力はゴジラの足止めに動員され地球連合軍は機能を停止したと思われる)。

エクシフ
2035年にニューヨークに現れた異星人。母星はペルセウス座にあるBD+48°740系第4惑星「エクシフィカルス」。かつては繁栄を極め未来すら見通す科学を手にしたが、有限の宇宙には「永遠など存在しない」という結論に達してしまい、滅びの果ての安息と栄光を求めて10万年前に母星をギドラに差し出し、神との合一という祝福を遍く宇宙に広めるために残された神官の一部が、放浪の末に地球へと飛来した。エンブレムはギドラの首・翼・尾の数を模した七芒星。
ビルサルド以上の長命種で、後述の「ゲマトロン演算」と呼ばれる技術をもつ。角髪のような髪型が特徴で、人類に比べやや高い位置に耳が付いている。「自己犠牲と奉仕による魂の救済」や「他者への献身」、「宇宙知性に身を捧げる」ことを教義とする宗教を信奉しており、種族は教皇を中心とする階級社会によって統治されている。宇宙放浪者となってからは、同じ試練に晒された種族に導きを示す伝導の道こそが使命だと考えるようになったとされ、様々な文明と接触、融和したうえで、その星ごと文明をギドラに差し出すことを繰り返していた。
人道主義の思想を持ち、タウe事件の際も最後まで老人たちの離脱に反対していた。階級社会を営みながらも、資本主義社会における権謀術数には無関心で、利己的な精神や行動を発現しないという驚くべき性質を有し、「地球文明を征する」つもりはないと考えられていた。そのうちには「善意」しかなく、他者に積極的に「危害」を加えるという発想が根底から存在せず、朴訥な慈愛からあくまで「過失」と判断する。
地球では教えを広めるために積極的に人類と交わり、ゴジラの出現で既存の宗教への信仰を失った人類に新たな精神的支柱を与えた。地球脱出の際に多くの神官の地球退去が決まったことで、地球上では急速な衰退の兆しを見せるも、移民船の中では再び多くの乗員の心の拠り所として機能する。また、2035年以前から地球人と接触してきたとされ、歴史学者の一部は「高度数学によって人の自然言語的な感覚からは実感できない世界の実相を割り出し、真理に至ることで事故の解放と世界との調和を目指す」という手法を用いた例として、紀元前5世紀頃に現れたピタゴラス教団と仏教の開祖ガウタマ・シッダールタを挙げている。
実はフツア族と同様にテレパシーによって相手の思念を読み、脳内に直接語り掛ける「テレパス能力」を持つ。2035年の段階で既に一部の地球人はこの能力を持つ可能性を指摘していたが、当のエクシフは地球人とビルサルドに対し能力を隠し通していた。
地球をギドラへ捧げるために暗躍しており、メカゴジラシティの敗北直後からギドラ降臨のために地球人を急速にカルトへ取り込み始める。アラトラム号に残っていたエクシフたちはギドラが移民船を破壊したことで全員死亡、地球降下部隊に参加していたメトフィエスもギドラ敗北から間も無く命を落としたため、アラトラム号で移民に参加した者たちは全滅している。
名前はX星人に由来している。

ビルサルド
2036年にロンドンに現れた異星人。母星は惑星軌道上にブラックホールが存在するはくちょう座V1357系第3惑星「ビルサルディア」。過酷な環境を生き残るために母星をナノマシンで管理・維持しようとしたが失敗し、ブラックホールの脅威によって故郷を追われ地球へ飛来する。
優れた科学と工業技術をもち、移民の対価として人類に亜空間飛行などのオーバーテクノロジーや、量子デバイスによる独自のアビオニクスとベトロニクスを装備した最新鋭兵器、放射能除染用の抗核エネルギーバクテリアをもたらした。地球連合の元では科学者、技術者として主に軍の中枢で働いていた。16進数を元にした文字を使っており、メカゴジラシティの制御スクリプトにもこの言語が用いられている。
平均寿命は約200歳で、人工臓器を移植した頑強な肉体と、合理主義を重んじる精神構造が特徴。特に科学至上思想が種族全体に浸透しており、自然は自分たちを容赦なく滅ぼそうとする敵で、自らの手で支配し制御しなければならないという価値観を持ち、「科学力の水準」によって人型種族を定義している。加えて、より効率的な形態となって同胞に貢献できることが栄誉だと考えるため、「最も非効率」な有機的な肉体さえも必要とあらば平気で捨て去り、機械と同化することすら厭わない無機質で冷徹な面も持ち合わせている。
メカゴジラシティ発見の報を受けてアラトラム号に残留していたビルサルドも地球降下を訴えていたが、ハルオが独断でシティを破壊したことで地球人と対立し、アラトラム号の動力室に立てこもる。地球降下部隊に参加したビルサルドはメカゴジラシティと同化していたため都市の崩壊と共に死亡、アラトラム号にいた者たちもギドラに殺されたため、アラトラム号で移民したビルサルドは全滅した。
名前はブラックホール第3惑星人に由来している。

フツア族
紀元後2万年の地球でハルオたちが遭遇した人型種族で、地球外惑星移民計画の選別に漏れて地球に取り残された人類の子孫がモスラの遺伝子を取り込み適応して誕生した種族。元小山町付近の、モスラが墜落して生じた深さ100メートルの陥没孔に集落を築いて暮らしている。
褐色の肌とその表面に浮かび上がった白い紋様が特徴で、身体からはゴジラ細胞やナノメタルの浸食を防ぐ効果のある鱗粉のような分泌物を放出している。これによってヘルメットや気密服を着用せずに毒性の大気中で活動が可能。小柄だが肩幅が広く筋肉質で、人類を凌駕する運動神経を見せる。コミュニケーションはテレパシーによって相手の脳内に直接語り掛ける形で行われ、巫女であるミアナとマイナを介することでより強い交信が可能となる。言語によるコミュニケーションの必要性はないが、人語を短時間で理解し発するだけの知能も持ち合わせている。
モスラを神として崇める思想を持つ。生活面では照明に虫の油やヒカリ苔を用いたり、乾燥した藻や苔、野菜、昆虫を摂取する点や、弥生式土器のような素焼きの食器を用いるなど、原始的な面が目立つ。その一方で優れた知性も証明されており、飾り紐や組み紐を用いた文字文化を持ち、武器にはG細胞の森の植物を主に利用し、ナノメタルでコーティングしたセルヴァムの牙を鏃や槍刃、ナイフとして加工している。
ゴジラを自分たちの神の敵と認識しているものの、あくまで自然災害と同等の存在として扱っており、ゴジラに対する恐怖はあっても憎悪は抱いていない。また、ゴジラが支配する地球で生活するために、生き残ることを何より重んじる守りの文化を持ち、生き残り命を繋ぐことを勝利、死んで消え去ることを敗北とする思想が共有されている。本能的に強さを求める志向があり、貴重な外部種と繋がることで強さを得るため、巫女は稀人との間に子供をもうけて命をつなぐ役目を担い、女性は妊娠すると髪型を変える風習がある。なお、祖先にあたる2万年前の地球人と交配を行うことができる。
陥没孔の西側におよそ1キロメートルの範囲に渡って地下に居住区と墓所、神殿が広がっており、陥没孔にはメカゴジラシティへの通路、シェルター、兵士たちのキャンプ、廃棄場所が存在する 。
地球へ帰還した人類を「ワタリガラス」と呼び、ゴジラ・アースの攻撃で散り散りになった先遣隊の面々を保護する。ギドラを撃退した後は、生き残ったが母船を失った地球人たち十数名を集落で受け入れた。
企画段階では「インファント」という名称であり、双子の巫女などは小美人がモチーフとなっている。

### 技術
ゲマトロン演算
エクシフ独自の数学体系をベースとした未来予測演算技術。名称は、地球人の数理物理学者が古代ヘブライ神秘主義の「数秘術（ゲマトリア）」から訳したもので、エクシフも地球側からの贈り物としてこの呼称を受け入れた。エクシフがもつ神器「ガルビトリウム」による神託の他、移民船の亜空間航行、怪獣の生態解明、索敵、移民船の人員選別に応用される。人類にはほぼ理解不能な科学であり、「予測」あるいは「予言」と解釈されている。ゲマトリア演算によるコードで構成された人工知能を、ビルサルド製の量子コンピュータに実装することで、人類の兵器は一気に進化した。

ナノメタル
ビルサルドが生み出した「自律思考金属体」。単に「ナノマシン」とも呼ばれる。金属とコンピュータがナノレベルで一体化しており、その振る舞いは生命現象そのもので、自在に変形するだけでなく、自己修復のために周囲の物質と分子レベルで結合することで複製を繰り返し増殖する機能を持ち、記憶済みのテクノロジーを無限に再現できる。
2040年代には純総ナノメタル兵器としてメカゴジラの建造が行われたほか、オペレーション・ロングマーチではテクノロジーのテストとしてガイガンに移植され、オペレーション・グレートウォールでは地殻そのものを自律生命体にするために用いられた。メカゴジラの喪失と共に開発データが失われ生産は不可能となるが、メカゴジラの残骸から発せられる信号によって機能し続けた結果、2万年の歳月のなかで、メカゴジラシティが出来るほどの規模まで増殖する。純粋なナノメタルは銀色だが、メカゴジラシティのナノメタルはセルヴァムを取り込んでいるため青みがかった銀色に変化しており、成分中20%がセルヴァムの金属質由来の未知のものと化している。フツア族はメカゴジラシティ地下の鉱脈から金属塊を採取し、自分たちの武器として利用している。G細胞生物の外皮を貫通する威力を発揮するが、怪獣の遺伝子を持つフツア族にとっても毒となるため素手で触ることはできない。フツア族の鱗粉とは親和性が悪く、鱗粉の治療を受けた者はナノメタルが周囲に大量に存在する環境下で体調不良を起こすが、一方でナノメタルの侵食に対して抗体反応を示す。
ゴジラ・アース戦を経て、メカゴジラシティに存在していたナノメタルはゴジラが重力振動で発生させた高熱を浴びたことで、組成崩壊を起こし使用不能になる。マーティンが数ヶ月かけてユウコの体内に残された生きたナノメタルの解析に成功したことで、ヴァルチャーを再起動させたが、文明復興によるギドラの再襲撃を危惧したハルオによって全てのナノメタルが破棄された。

亜空間航行
数光年先の距離まで瞬時に跳躍できる技術。エンジンやコンピュータはビルサルドの技術で出来ており、エクシフのゲマトロン演算による未来予測でジャンプ先の安全性を確認する。しかし、超長距離の場合は転移空間の予測が困難になるうえ、長距離を航行するとメタ相対性理論により亜空間と通常空間の時間差のズレも大きくなるなど、想定外の事態を招く危険性が高まることから、その使用は制限されていた。

### 計画・事件
地球外惑星移民計画
怪獣による人類滅亡を危惧した地球連合が、種の存続のために発動した移民計画で、人工知能「オムニエレクティオ」によるゲマトロン演算で選出された合計15,000名の人類を、異星種とともに恒星間移民船2隻で他星系に脱出させるというもの。
小惑星ゴラスの脅威から限られた人類を生き延びさせるため、2041年に立案された宇宙基地建造計画を原型とする。乗員の選別は年齢・性別・知能・体力・遺伝的特性の5項目を数値化して委員会の恣意的な意図が介在しない公正な抽選を行い、「人類の文化・文明の維持、政治的正統性など、様々な観点を総合した上で、合理的に決定された」とされる。地球に残存する数億の人類を見捨てる判断でもあったことから、数多くの反対派や、乗船許可を奪い取るため殺人を犯す者を生み、テロ行為で大きな妨害を受けるが、オラティオ号は2048年1月に、アラトラム号は同年3月14日に出航した。しかし、アラトラム号の計画はタウ星eの環境が人類の移住には不適格だったために事実上破綻。ゲマトロン演算でも20年以内に生存に適した惑星を発見できる可能性は絶望的という試算が出たことから、地球への帰還が決定された。

タウe事件
アラトラム号乗員のうち、タウe星への移民を希望した高齢者たちを乗せた揚陸艇が大気圏突入直前に謎の爆発を起こした事件。ハルオが揚陸艇に仕込んだ爆弾を回収し損ねたことが原因とされるが、中央委員会が人口調整のために希望者が帰還できないよう細工していたという疑惑もあり、船員たちに大きな影響を与える。
だが実際は、老人たちが苦痛の中で死ぬべきではないと考えたメトフィエスが、信者に指示して揚陸艇に爆弾を仕掛けさせたというのが真相で、あくまで彼の主観とはいえ完全な善意から行われた犯行だった。

## スタッフ
|                              | 第1章                                | 第2章                                | 第3章                                |
| ---------------------------- | ------------------------------------ | ------------------------------------ | ------------------------------------ |
| ストーリー原案               | 虚淵玄（ニトロプラス）               | 虚淵玄（ニトロプラス）               | 虚淵玄（ニトロプラス）               |
| 脚本                         | 虚淵玄（ニトロプラス）               | 虚淵玄（ニトロプラス）               | 虚淵玄（ニトロプラス）               |
| 脚本                         | 村井さだゆき、山田哲弥               |                                      |                                      |
| シリーズ構成                 | 虚淵玄（ニトロプラス）、村井さだゆき | 虚淵玄（ニトロプラス）、村井さだゆき | 虚淵玄（ニトロプラス）、村井さだゆき |
| 脚本協力                     | 山田哲弥                             | -                                    | -                                    |
| 絵コンテ                     | 島津裕行、佐藤雅子、寺岡巌           | 島津裕行、佐藤雅子、寺岡巌           | 島津裕行、佐藤雅子、寺岡巌           |
| 絵コンテ                     | 大串映二、森田宏幸                   | 大串映二、森田宏幸                   | 吉平“Tady”直弘                       |
| 絵コンテ                     | りょーちも、吉平“Tady”直弘           | 安藤裕章                             | 安藤裕章                             |
| 副監督                       | 森田宏幸                             | 森田宏幸                             | 安藤裕章                             |
| 副監督                       | 吉平“Tady”直弘                       |                                      |                                      |
| 演出                         | 吉平“Tady”直弘                       | 米林拓                               | 米林拓                               |
| キャラクターデザイン原案     | コザキユースケ                       | コザキユースケ                       | コザキユースケ                       |
| プロダクションデザイン       | 田中直哉、Ferdinando Patulli         | 田中直哉、Ferdinando Patulli         | 田中直哉、Ferdinando Patulli         |
| CGキャラクターデザイン       | 森山佑樹                             | 森山佑樹                             | 森山佑樹                             |
| 造形監督                     | 片塰満則                             | 片塰満則                             | 片塰満則                             |
| CGスーパーバイザー           | 多家正樹                             | 多家正樹                             | 多家正樹                             |
| メカニックデザイン協力       | 出雲重機                             | 出雲重機                             | 出雲重機                             |
| モデリングスーパーバイザー   | 中島吉紀                             | 中島吉紀                             | 中島吉紀                             |
| 美術監督                     | 渋谷幸弘                             | 渋谷幸弘                             | 渋谷幸弘                             |
| 編集                         | 肥田文                               | 肥田文                               | 肥田文                               |
| 音響監督                     | 本山哲                               | 本山哲                               | 本山哲                               |
| 制作プロデューサー           | 石丸健二                             | 石丸健二                             | 石丸健二                             |
| 音楽                         | 服部隆之                             | 服部隆之                             | 服部隆之                             |
| 製作                         | 大田圭二                             | 大田圭二                             | 大田圭二                             |
| エグゼクティブプロデューサー | 古澤佳寛                             | 古澤佳寛                             | 古澤佳寛                             |
| エグゼクティブプロデューサー | 高橋亜希人                           |                                      |                                      |
| プロデューサー               | 吉澤隆                               | 吉澤隆                               | 吉澤隆                               |
| 配給                         | 東宝映像事業部                       | 東宝映像事業部                       | 東宝映像事業部                       |
| アニメーション制作           | POLYGON PICTURES                     | POLYGON PICTURES                     | POLYGON PICTURES                     |
| 監督                         | 静野孔文、瀬下寛之                   | 静野孔文、瀬下寛之                   | 静野孔文、瀬下寛之                   |

## 主題歌
主題歌
「WHITE OUT」（第1章）
作詞 - 蒼山幸子（ねごと） / 作曲・編曲 - 中野雅之（BOOM BOOM SATELLITES） / 歌 - XAI
「THE SKY FALLS」（第2章）
作詞 - 蒼山幸子（ねごと） / 作曲・編曲 - 中野雅之（BOOM BOOM SATELLITES） / 歌 - XAI
「live and die」（第3章）
作詞 - XAI / 作曲・編曲 - 中野雅之（BOOM BOOM SATELLITES） / 歌 - XAI

挿入歌「エバーグリーン」（第3章）
作詞 - 蒼山幸子（ねごと） / 作曲・編曲 - 中野雅之（BOOM BOOM SATELLITES） / 歌 - XAI

## 製作
2016年8月19日にタイトルや公開予定年、メインスタッフやティザービジュアルがそれぞれ発表された。静野孔文や瀬下寛之が監督、ポリゴン・ピクチュアズが制作、Netflixが配信をそれぞれ担当する形式は、両社の過去の制作作品である『シドニアの騎士』、『亜人』、『BLAME!』と同じだが、本作品では脚本に虚淵玄が起用された。なお、虚淵には2014年ごろに打診されており、発表時点で脱稿済みであった。瀬下は、ゴジラに虚淵のテイストを入れることが本作品の企画の立脚点であったと述べている。収録はプレスコ方式で行われた。
瀬下には2013年以前に打診されており、「『ゴジラ』を見たことがないアニメファンに自由な発想で」という内容に当初は断っていたが、虚淵と懇意にしている静野との共同なら彼らの影に隠れるように役立てられると考え、参加したという。虚淵の作った原案に皆で肉付けし、瀬下はSF考証や世界観、静野は編集や構成などをそれぞれ担当した。虚淵も打診された当時は「久々の日本産ゴジラがアニメでは立場がない」と断るつもりだったが、『シン・ゴジラ』を庵野秀明が作ることを聞かされ、同作の後なら筋も通ると考えて参加した。脚本についても、同作への自分なりに立てた予想からやらなさそうなネタだけを拾い、書き上げたという。静野は打診された当時、ゴジラのことを名前ぐらいしか知らず、打ち合わせの際にも口から熱線を吐くことに疑問を持って尋ねるほどだったが、虚淵はそれをゴジラのゴの字も知らない人たちに向けても作ることに応用し、自分の話すゴジラのネタを聞いた静野の顔色をうかがうことで、バランスを取っていたという。また当初は全13話のテレビアニメとして制作し、それを再編集した劇場版を複数回に分けて公開する予定だったが、『シン・ゴジラ』のヒットを受け、焼き直しではない劇場作品を制作することとなった。

## プロモーション
2017年1月19日にはコンセプトアートやキャストが、同年3月24日には副題やストーリーが、同年3月26日には「AnimeJapan 2017」のスペシャルイベント内にて3部作の情報やキャラクターなどが発表された。
2017年6月12日にはフランスにて開催された第41回アヌシー国際アニメーション映画祭で、本作品が紹介された。また、同月13日には本作品に登場するゴジラのシルエットビジュアルが日本国内で解禁され、7月6日には特報映像第1弾も公開された。
2017年11月2日にはTOHOシネマズ新宿にて「シン・ゴジラからアニゴジへ」と題した完成披露試写会が開催され、舞台挨拶にハルオ・サカキ役の宮野真守、メトフィエス役の櫻井孝宏、ユウコ・タニ役の花澤香菜、アダム・ビンデバルト役の梶裕貴、ムルエル・ガルグ役の諏訪部順一ら声優陣や監督の静野と瀬下が登壇したほか、サプライズゲストとして『シン・ゴジラ』から泉修一役の松尾諭と森文哉役の津田寛治ら俳優陣が登壇した。同年11月3日には歌舞伎町シネシティ広場で「ゴジラ・フェス 2017」が開催され、同日を「ゴジラの日」に制定するセレモニーに本作品から花澤と瀬下が登壇した。
2017年11月18日にはTOHOシネマズ新宿にて公開記念舞台挨拶が開催され、静野・瀬下・宮野・花澤・虚淵が登壇し、制作や収録についてのエピソードを明かしたほか、『GODZILLA ゴジラ』の監督であるギャレス・エドワーズから本作品への賞賛コメントが映された。
2017年11月23日にはTOHOシネマズ六本木ヒルズにて大ヒット御礼舞台挨拶が開催され、花澤、マーティン・ラッザリ役の杉田智和、瀬下が登壇し、プレスコについてのエピソードを明かした。
2017年12月19日には第1章の終盤に登場するゴジラの名称や、ハルオたちとゴジラの戦闘シーンを振り返るスペシャルムービーが公開された。
2018年1月7日にはNetflixでの第1章の配信開始日が同年1月17日であることや、アクションシーンを中心としたNetflix版予告編が公開された。
2018年4月19日には第2章の予告編が公開された。
2018年5月19日には第2章の公開記念舞台挨拶がTOHOシネマズ新宿で行われ、宮野、櫻井、諏訪部、ミアナ役の小澤亜李、静野、瀬下が登壇し、全国155劇場でのライブビューイングが行われた。同月25日にはTOHOシネマズ新宿で大ヒット御礼舞台挨拶が行われ、宮野、櫻井、静野、瀬下、XAIが登壇した。
2018年5月28日には第3章のタイトルやディザーポスターが公開された。
2018年6月15日には第42回アヌシー国際アニメーション映画祭で第1部・第2部の2作品連結で公式上映される。
2018年9月12日には『星を喰う者』が第31回東京国際映画祭のクロージング作品に決定、同月25日には11月3日にワールド・プレミア上映会が行われることが発表される。
2018年10月10日には第3章の予告編が公開された。
2018年10月25日には第31回東京国際映画祭オープニングレッドカーペットイベントに、宮野、櫻井、静野、瀬下、ゴジラが登壇した。
2018年11月10日には、川崎チネチッタ・TOHOシネマズ川崎・TOHOシネマズ新宿で公開記念舞台挨拶、および全国150劇場でのライブビューイングが行われる。11月15日には新宿バルト9の「メトフィエスナイト」に櫻井が登壇、11月17日に池袋HUMAXシネマズの「フツアナイト」に小澤、上田が登壇。11月18日にはTOHOシネマズ六本木ヒルズで「大ヒット御礼舞台挨拶」が開催され、宮野、上田、小澤、静野、瀬下が登壇した。

## コラボレーション

### 企業・施設
小田急電鉄グループ
作中の舞台の1つとされる神奈川県大山で小田急グループにより観光事業を展開していることから、2017年11月1日から同年12月10日まで、大山阿夫利神社とともに夜間ライトアップでのゴジラ像の投影や、大山ケーブルカー車内での花澤香菜によるアナウンスなど、タイアップ企画が実施された。
TOHOシネマズ上野
2017年11月4日の開館を記念したスペシャルコラボポスターが、同年10月7日に公開された。
たんばらスキーパーク
ゲレンデイベント「絶望は進化する GODZILLAキャンペーン」が、2017年11月23日 - 2018年3月31日の期間に開催された。
都営浅草線
本作品の第3章『星を喰う者』の劇場公開と都営浅草線の全線開業50周年を記念し、2018年11月2日から同年11月30日までモバイルスタンプラリーが開催される。

### 他作品
PSYCHO-PASS サイコパス
TOHO animationの5周年を記念し、本作品とのコラボビジュアル「GODZILLA VS PSYCHO-PASS」が、2018年3月22日に公開された。
パシフィック・リム: アップライジング
本作品の第2章『決戦機動増殖都市』の公開を記念し、天神英貴によるコラボビジュアルが、2018年4月11日に公開された。
エターナルリンケージ 〜蒼穹のアムネシア〜
本作品の第2章『決戦機動増殖都市』の公開を記念したコラボレーションイベントが、2018年5月18日 - 6月8日の期間に開催される。
機動戦士ガンダムNT
本作品の第3章『星を喰う者』との同時期劇場公開を記念し、天神英貴によるコラボレーションイラストを使用したクリアファイル付き前売券が、2018年10月19日に発売される。また、両作品の本編映像を用いたコラボレーション動画が、同年11月2日に公開される。

## 興行成績
第1章は2017年11月18日・19日の映画観客動員ランキング（興行通信社調べ）にて動員約7万1,200人、興行収入約1億300万円をそれぞれ記録し、初登場で第3位となった。
第2章は2018年5月19日・20日の映画観客動員ランキングにて第8位に、そして第3章は2018年11月10日・11日のランキングにて第6位にそれぞれランクインした。

## 評価
第1章
ねとらぼによるレビューでは、後述の小説『怪獣黙示録』を挙げたうえで虚淵の過去作品『魔法少女まどか☆マギカ』の第1話から第3話までに例えられている。
Kotakuの編集者ブライアン・アッシュクラフトは、登場キャラクターについては「それほど面白いキャラクターではない」と述べる一方、「アニメーション・ゴジラは、視覚的に驚くほど効果的で怖がらせてくれます」と述べ、「それは完璧な絵ではありません。しかし、ゴジラはアニメとして動くという強力なコンセプトを示しました」と批評した。ジャパンタイムズのマット・シュライは、「懐疑論者でさえ、3Dの怪獣王の姿がクールであることを認めます」と絶賛する一方で「前作（『シン・ゴジラ』）ほど野心的ではない」と指摘し、「しかし、『怪獣惑星』は印象的な3Dアニメーションとアクション・シークエンスによって面白さを作り出しています」と批評した。
2017年度HIHOはくさいアワードでは、「『ゴジラ』をアニメにする理由ってなんだろう？」、「怪獣映画は特撮に限ると、3度ほど観た結論です。と言いつつ次作に期待してます」、「話は凡庸、アニメにする理由がわからない画面、怪獣王が無人の野原をウロウロするだけで映画的爽快感の欠片もなかった」などといった酷評を集め、第6位となった。
第2章
ねとらぼによるレビューでは、キャッチコピーと違ってメカゴジラが動かないことをはじめ、脚本の練り込み不足やキャラクターの魅力のなさが挙げられるほか、メカゴジラシティでの作戦が『シン・ゴジラ』のヤシオリ作戦に先行されて魅力に欠けたものでしかないなど、ほぼ酷評で占められている。
Anime News Network記者のカラム・マイは、キャラクター達が動くサブプロットについて「興味深い」と述べ、視覚的には「クライマックスはポリゴン・ピクチュアズの新たな基準となった」と評価する一方、ハルオ以外のマイナーキャラクターが「関連するプロットが生じるまで描写がうわべだけ」であり、「地球の描写があまり見られず、メカゴジラシティだけで時間を過ごすのは残念」として、全体のグレードをA-とした。
VFX-JAPANアワード 2019劇場公開アニメーション映画部門 優秀賞を受賞した。
第3章
SF・文芸評論家の藤田直哉は、三部作全体を総括して「ゴジラ映画史の中でも文明批評の側面を継承しながら尖らせたユニークな作品」とし、「大傑作ではないがエッジの効いた後味は絶品なので、好き嫌いはともかく一度味わってもよい」と評価し、10点中の8点をつけた。
映画評論家の小野寺系は、本シリーズが「ゴジラファンの観客が期待するような怪獣同士のバトル描写はあまり用意されておらず、さらに宇宙を舞台にしたSF世界や人間の存在をめぐる哲学的要素を楽しめなければ面白さは半減する」と踏まえた上で、「ここまで露骨に壮大なテーマや深刻な問題を前面に押し出し続けるゴジラ映画があっただろうか」と述べ、分かりやすいサービスを提供せずにじっくりとテーマに向き合うという試みは「ゴジラシリーズに印象的でユニークな爪痕を残したように感じられる」としている。
ねとらぼによるレビューでは、ギドラがポスターの絵から少しも動かないこと、変化のない画作りの中で会話のみによって進む脚本を酷評した上で、人類の完膚無きまでの完全敗北を描いた意味では少なくとも「新しいゴジラ映画」の形ではあったのかもしれないとしている。
Anime Now！編集長のリチャード・アイゼンベイスは、本作品のギドラを「再解釈は非常に面白く、以前のバージョンと大きく異なるが間違いなくギドラである」と評価し、「込められたメッセージは極端だが決して初の環境保護的なゴジラ映画ではない」と指摘し、「エンドロール中に深く熟考するなら恐らく監督の意図通りだろう」と述べる一方、ゴジラとギドラが戦う場面が「悲しいことに最も退屈」であるとし、全体のグレードをBとした。

## BD/DVD
第1章
BD
コレクターズ・エディション
特典ディスク付き。2018年5月16日発売。
スタンダード・エディション
本編ディスクのみ。2018年5月16日発売。
DVD
スタンダード・エディション
本編ディスクのみ。2018年5月16日発売。
第2章
BD
コレクターズ・エディション
特典ディスク付き。2018年11月7日発売。
スタンダード・エディション
本編ディスクのみ。2018年11月7日発売。
DVD
スタンダード・エディション
本編ディスクのみ。2018年11月7日発売。
第3章
BD
コレクターズ・エディション
特典ディスク付き。2019年5月22日発売。
スタンダード・エディション
本編ディスクのみ。2019年5月22日発売。
DVD
スタンダード・エディション
本編ディスクのみ。2019年5月22日発売。

## 小説
角川文庫より映画作品の前日譚にあたる小説と、映画本編のノベライズ版が発売されている。
前日譚は監修は虚淵玄、執筆は大樹連司、設定協力は白土晴一。内容は、初めて怪獣が確認された1999年から人類が地球を追われるまでの半世紀を、ハルオ・サカキの父であるアキラ・サカキが怪獣被害より生還した人々の証言を元に資料としてまとめたものとなっている。劇中にはゴジラシリーズのみならず、過去の東宝特撮映画に登場した怪獣や兵器、用語が多く登場する。全2巻。
ノベライズ版は監修は虚淵玄、執筆は大倉崇裕。全2巻。

### 既刊一覧

#### 前日譚
- 『GODZILLA 怪獣黙示録』2017年10月25日発売[126]、ISBN 978-4-04-106181-7[注釈 19]
- 『GODZILLA プロジェクト・メカゴジラ』2018年4月25日発売[128]、ISBN 978-4-04-106345-3

#### 本編ノベライズ
- 『GODZILLA 怪獣惑星』2018年11月2日発売、ISBN 978-4-04-107402-2
- 『GODZILLA 星を喰う者』2018年12月22日発売、ISBN 978-4-04-107403-9

### 登場人物（小説）
アキラ・サカキ
声 - 鈴村健一
ハルオの父で、地球連合情報軍総合情報部の調査官。2037年にゴジラ研究の第一人者だったウィルヘルム・マイスナー博士の捜索任務でパリを訪れ、2年ほど脱出困難のまま地下墓地に隠れていたが、2039年にパリを解放した地球連合欧州派遣軍（Gフォース）に救助され、現地で出会ったハルカと結婚する。2045年のオペレーション・グレートウォール終盤、超近接射撃を行った末に全滅した「中東方面軍第106大隊」に関する映像記録回収任務でユーラシア大陸を訪れた際にダイチと知己を得て、2046年の日本脱出以降の調査活動を共にしていた。怪獣に遭遇した者たちへの聞き取り調査を行い、彼らの記憶を基にした証言を人々が生きた証として残すべく、「戦略的・戦術的に無価値」と理解したうえで「歴史資料番号：EGX-54-841617」としてデータベースに残す。2048年の地球脱出の際はアラトラム号の乗員に選出されていたが、同号から怪獣のデータを削除しようとした上層部に抗議するため、息子をダイチに任せて地球連合本部へ向かい、決定を覆させる。その結果、アラトラム号への搭乗が遅れ、ゴジラの高加速荷電粒子ビーム熱線攻撃に巻き込まれて死亡したと思われていたが、乗っていたバスの事故で到着が遅れ難を逃れていた。アラトラム号が旅立った後の地球では、ブエナベントゥラに移住し連合陸軍大佐に昇進。将来的にゴジラの切り札となり得るモスラの卵や子供たちを日本へ輸送する「オペレーション・クレードル」を実行するため、ハルカと共にゴジラの誘導部隊に参加する。その後の動向は不明。
ハルカ・サカキ
声 - 早見沙織
ハルオの母。旧姓は「ヤシロ」。Gフォースの戦車中隊長として「オペレーション・エターナルライト」に従軍する。ゴロザウルスを倒してパリを解放し、同地で出会ったアキラとの結婚を経てハルオを出産する。日本帰還後はルーアンでジラを倒した際の「ゴジラ撃破」という大誤報とパリ解放の栄誉を比較した落とし所として栄転に見せた左遷人事でメカゴジラ開発工場の防衛任務に回され、10代の女子たちで構成される冷凍メーサー砲戦車大隊を率いることになる。2046年の富士裾野決戦では役立たずの員数外扱いで被害が軽微だったこともあり、部隊を率いて東京へ急行。翌日の襲撃時には間に合わなかったものの冷凍メーサー車で羽田の消火活動にあたり、偶然そこへ避難していた夫と息子の命を救う。2048年の地球脱出の際には、アキラと共にゴジラの攻撃に巻き込まれたと思われていたが、乗っていたバスが事故によって到着が遅れたため、難を逃れていた。その後、連合軍の中将としてアキラと共に「オペレーション・クレードル」に参加する。
ゴードン・キャッスル
地球連合ブラジル自治区第27プランテーション監督官。かつてはニューヨークの投資銀行の社員で、1999年に地下鉄においてカマキラスの幼体と遭遇し、乗り合わせた警官ジョンや陸軍大尉ダニエルと共にその個体を倒すが、地上脱出後には成体がワールドトレードセンタービルを切断する瞬間を目撃する。
マーク・リーランド
地球連合統合防衛情報局顧問。かつてはイギリス情報局秘密情報部（SIS）の諜報員で、2002年にドゴラが出現した際にはキプロスにおいてダイヤモンドの密輸に関する諜報活動を行っていた。同地のロシア諜報員タチアナ・ロマノヴァの協力を受け、墜落したミールの残骸の中で唯一生き残っていたスズメバチを見て、蜂毒がドゴラの弱点となることを発見して本国へ連絡する。それから2日後にイギリスに帰国し、米英軍によるドゴラ撃滅を目撃する。その後はタチアナと結婚し、70歳を超えた2040年代でも現役で移民船へのテロ行為と戦っている。
楊弘徹（ヤン・ホンチェー）
死刑囚。かつては中国共産党の党員で、河北省の廃鉱山において化学物質を食べるヘドロ沼状の微生物ヘドラを発見し、その功績によって同省の県共産党委員会書記に任命される。2005年にラドンやアンギラスが出現した際、中国人民解放軍が開発して生物化学兵器とされたヘドラの投入を経て、その暴走による北京・天津の壊滅を目撃する。翌年にヘドラの研究者と偽って機密資料と共にアメリカへ亡命し、以降は同国および地球連合のもとで研究を続けさせられるが、ヘドラを発見したせいで祖国を滅ぼした後悔を理由としてヘドラ復活計画を内部から妨害しており、この「人類の存続に対する罪」が発覚して逮捕される直前に研究所を爆破して資料とデータを消失させる。移民船計画によりヘドラ開発がこれ以上行われないと判断し、ヘドラの実態をアキラに告白した後、中国を滅ぼした罪を償うために処刑される。
アルベルト・イチロウ・サントス
日系ブラジル人の総合歴史学者。士官学校でオラティア号やアラトラム号へ乗船する子供たちに総合歴史を教えている。14歳当時の2012年にブラジルの不動産富豪である父に恨みを持つ集団によって拉致されるが、連れ込まれた飛行機が事故でアマゾン熱帯雨林上空から墜落して重傷を負いながらも唯一生存していたことから、「モスラの民」の少女ミラに治療されて共にガバラを倒す。この話から、旧友には「ターザン」のヒロインを揶揄してジェーンとあだ名されていた。総合歴史の教育を終えると2047年に士官学校を退職し、アマゾンの奥地を訪れてミラたち「モスラの民」と再会を果たす。2048年7月31日、「モスラの民」と共生する「怪獣共生派（コスモス）」のリーダーとして地球連合に接触し、オペレーション・クレードルを共同で実行することを提案する。
ミラ
はるか昔からモスラを神として崇めるアマゾンの原住民「モスラの民」の巫女。銀髪褐色の肌をもち、言語を用いずに意志疎通ができる。弓の名手。部族とモスラにとっての危険分子であるガバラを1人で監視しており、飛行機事故に遭ったサントスをたまたま助け、2人でガバラを倒すことに成功した。36年後の2048年には、孫のリラがモスラの巫女を務めている。
ジョン・スミス（仮名）
地球連合海軍の輸送機パイロット。かつてはアメリカ海軍の戦闘機パイロットで、2017年に東サモア沖でダガーラと交戦し、図らずもパンデミックを引き起こしてしまう。ダガーラの放出したベーレムの被害を知ってからは怪獣と戦う意欲を失い、以後は輸送機のパイロットを務めている。
マリ・カエラ
地球連合コロンビア第2人類救済都市（旧コロンビア首都ボゴタ）の管理官（市長）。出身はアフリカで、メガロの出現によって故郷の小国を追われた難民を両親に持ち、避難先のエジプトで誕生する。2021年にエジプトの新政権に難民たちが居場所を追われたことでトルコへ向かうが、2022年にイズミルにおいてオルガの攻撃を受け、6歳にして両親を失う。その後はスイスで難民登録を受けてUNHCRの職員となり、怪獣被害を受けた難民を保護する任にあたり、異星人と粘り強く交渉して彼らの母船を難民救助に使うことを承諾させた。人類生存圏外に取り残された人々を1人でも多く救うことを使命と考え、恒星間移民船への乗船は拒否しており、アラトラム号が旅立った後の地球では人類存続委員会の委員長として怪獣共生派と交渉し、相手の要求を飲んでオペレーション・クレードルを実行する。
トッド・N・サイモン
アメリカ合衆国陸軍特別編成機甲師団の戦車兵。2031年12月24日のコロラドスプリングス総力戦に参加した兵士。ゴジラの熱線による土砂崩れで戦車を生き埋めにされるも辛うじて生還した後、地球連合陸軍・首都直衛特別編成機甲師団となる。この時は一新された軍備に絶対の自信を抱いていたが、それもゴジラのゴラス破壊の報を聞いて不安に変わり、そして配属先のニューヨークにおける2042年のゴジラとの再戦ではエクシフやビルサルドによる助力も虚しく、またしても敗北してしまう。二度に渡る完敗からゴジラと人類の関係を「神様と虫ケラ」に例え、エクシフやビルサルドによる助力についても「神様と虫ケラのケンカに、カブト虫君とクワガタ虫君が助太刀しただけ」と皮肉る。
ハヤト・ハマモト
初代地球連合首相マティアス・ジャクスンの側近で、彼には旧国連時代から付き従っている。後に世間から呼ばれるような英雄ではなく家族の死に打ちひしがれていた至ってごく普通の人間であり、そのマティアスが果たした地球連合の統合事業も彼の言う「内なる声に従った」だけだと語り、同時に急性白血病で急逝した彼のことを「運命に使い潰された」と同情的に見ていた。
マティアス・ジャクスン
地球連合政府の初代連合首相。2030年代にはほぼ機能が停止していた国連で事務総長を務めていた。人類史におけるもっとも新しい英雄とされているが、身近な相手には小心、臆病、無能、無害と評される人物だったとされる。ゴジラによってマイアミが壊滅した時に家族を失ってアルコールに逃避するが、2035年5月に「啓示」を受けて合衆国の再建に着手する。安保理を開いて合衆国に国連平和維持軍を派遣し、東海岸政府に正当性を与えてカナダ政府と共に「西部」を攻撃し、国連の存在感を示す。曲がりなりにも「国連中心の国際社会」という体裁を整えていたことで、地球人類はエクシフやビルサルドと対等な立場を取れた。2036年に人類社会の再構築と再編成が始まると、平和維持軍の先頭に立ってゴジラが蹂躙したルートを逆にたどる「大巡礼」を行い、多くの独立勢力を可能な限り無傷で統合しながら3年かけて北米大陸を横断する。2039年には地球連合政府樹立とオペレーション・エターナルライトの発動を命じるが、放射線被ばくによる急性白血病に倒れ、死亡した。
ジングウジ
潜水艦轟天の艦長。2039年時点での階級は一佐。オペレーション・エターナルライトの達成に不可欠な大西洋の制海権確保のため、ドーバー海峡でマンダ殲滅作戦を指揮する。その後は将軍となり、2046年2月にインド洋で轟天と共に消息を絶っていたが、2048年6月にフォークランド諸島の「総攻撃派」根拠地を撃滅してブエナベントゥラの地球連合新本拠地に合流し、8月15日のオペレーション・クレードルにおいて陽動部隊に連合軍最高指揮官として参加した。
ジャック・ペルラン
フランス陸軍臨時第6ヘリコプター連隊小隊長。2034年に放棄されたヨーロッパにおいて2037年までゴジラと交戦を続けていたため、巷ではゴジラの陽動に成功した英雄たちの1人として讃えられ、2046年の日本防衛戦にも参加している。パリ防衛戦では戦闘ヘリの操縦士として500mまでゴジラに肉薄して攻撃を加えたこともあり、その時に見たゴジラの「森の老哲人」とも例えられた顔からゴジラの行動原理が独自の哲学に基いてのものであると考えるようになり、ゴジラが進行中のザルツブルグから進路を変えたのも、2046年にゴジラが日本に現れたのも何か自分にとって人類以上の脅威となる存在を察知してのことだと推測している。
トクミツ・ユハラ
欧州分子生物学研究所特異生物研究グループ長。ゴジラ研究の第一人者と言われるヴィルヘルム・キルヒナーの弟子で、南極半島の「国連対ゴジラ生物防護施設」にこれまで集められてきたゴジラ細胞のサンプルについて研究しており、当初はゴジラの生命力の秘密の解明を目指していたが、ゴジラの繁殖という危険性から研究は停滞状態だったと語る。2037年にリオデジャネイロ近郊でゴジラの背びれ部分が発見された際の検証ではそれに蛾に似た遺伝子が付着していたこと、同年には南米で巨大な毒虫のような生物が目撃されていたことを証言した。ゴジラの生命力とそれが他者にもたらす影響力を恐れており、キルヒナー博士がゴジラのクローニングに手を染めていた可能性を懸念し、さらにビルサルドがゴジラ細胞のサンプルを接収した際にはそれが軍事転用される危険性について言及している。
マイケル・N・ハンター
Gフォース第一戦術航空軍団航空衛生小隊医官。アメリカ人の父と日本の沖縄出身の女性を母に持つ日系人。2029年には沖縄におり、同年にメガロが沖縄へ襲来した時に万座毛から現れたキングシーサーがメガロとの交戦の末に相打ちになったのを目撃している。「オペレーション・ロングマーチ」では医官として従軍し、ろくな補給のないまま負傷兵の対応に苦心していたところ、地球連合軍が進めていた怪獣同士をぶつける戦略にのっとって人間にコントロールできるように改造された怪獣ガイガンと出会い、ゴジラに何度負けても強化および復活を繰り返しながらゴジラに挑み続け、結果的に人的被害を最小限に抑えたガイガンに他の兵士と同様、強い親近感を抱くようになる。しかし、2045年にはメカゴジラに使われたナノメタルで徹底的に強化されたガイガンがゴジラとの戦いの末に暴走状態に陥る姿を目の当たりにし、その惨状に思わずゴジラにガイガンの介錯を願う。その後は大尉としてインドに赴任すると、アキラの行っていた106大隊の戦闘記録捜索にも協力し、撤退時にはアキラを先に帰還させた。ガイガンの鱗を1枚所持しており、人間の都合で苦しめてしまったガイガンへの贖罪としていつかこれをガイガンの故郷とされるシベリアに収めると語っていたが、これ以降の消息は不明となっている。
マーク・フリッカー
Gフォース航空支援団航空救難隊隊長。かつて同部隊に所属していたミスター・ベアという異名で呼ばれた元登山家の救難隊員ジョージ・ハガー特務曹長について、彼が世界中でどれほど多くの人間を救ったか、そしていかに山というものを愛していたかを長年の付き合いから知っており、「オペレーション・グレートウォール」決行の前日には最後にエベレストに登りたいと語って除隊を申し出た彼の意思を汲んでそれを承諾し、単身で山に向かう彼を見送った。
リック・タイソン
地球連合海軍第二打突艦隊空母マティアス・ジャクスン艦長。2042年の「オペレーション・ルネッサンス」における大規模な海上輸送では哨戒機に乗っての警戒任務に当たっていたが、ゴジラの奇襲を受けた艦隊の壊滅を見せつけられる。2048年にはマティアス・ジャクスンの艦長として日本の遠州灘に現れたゴジラへの戦闘を指揮して総攻撃をかけるが、ゴジラの圧倒的な力の前に為す術も無く追い詰められたうえ、ゴジラが日本本土のメカゴジラを狙っていることに気付くと、最後の手段として他の艦や艦載機と同じようにゴジラに特攻を掛けようとするも、その途中でマティアス・ジャクスンの核融合炉が緊急停止したため、ゴジラを取り逃がした。
ケイン・ヒルター
地球連合軍戦略生物研究所研究員。北米ヘドラ研究所で副所長だった楊の元部下で、2046年のメカゴジラ喪失で世界全体に絶望的な空気が広がる中、少しでも人類に希望を与えようとするあまり、かつてゴジラを殺したと言われる水中酸素破壊剤オキシジェン・デストロイヤー (OD) の存在を捏造したうえ、自身の若いころの写真をODの製作者とされるセリザワ博士のものということにし、噂に信憑性を与えた。その後、本当にゴジラを殺せる化学兵器を作ろうとするかつての仲間たちが放棄された旧ヘドラ研究所に結集していることを知り、自身もそれに参加して日本人のイジュウインが研究していた微生物J-MO7の培養を進めていたが、赤い甲殻類型の小型怪獣の群体による奇襲に遭い、自身以外の仲間たちは全滅する。最後はシェルターに篭城してODの件も含めた事の次第を記したメールをアキラに送信し、小型怪獣がシェルターの鉄の扉を溶かしていく光景を伝え、消息は途絶える。その正体については自分たちの実験の産物という「希望的観測」と、ベーリング海から南下したガニメの亜種という二通りの推測をしていた。

### 登場怪獣（小説）
- ゴジラ
- カマキラス
- ドゴラ
- カメーバ
- ヘドラ
- ラドン
- アンギラス
- ガバラ
- ダガーラ
- ベーレム
- オルガ
- メガロ
- グリホン
- ゲゾラ
- 大ダコ
- ガニメ
- マンダ
- バラン
- バラゴン
- マグマ
- クモンガ
- メガギラス
- ビオランテ
- ジラ
- ゴロザウルス
- ゴラス[注釈 20]
- バトラ
- メガニューラ
- 大コンドル
- エビラ
- キングシーサー
- チタノザウルス
- ガイガン
- メガヌロン
- モスラ

### メカニック・兵器・テクノロジー（小説）
架空
- 生物化学兵器「ヘドラ」
- ニミッツ級航空母艦「サラトガ」
- マティアス・ジャクスン級原子力空母「マティアス・ジャクスン」
- M4A1主力戦車
- バンカーバスターII
- 24連装自走ロケットランチャー
- 250キロトン級W22熱核弾頭
- 轟天型潜水艦（1番艦・轟天、2番艦・震天、3番艦・驚天）
- 特殊潜航艇・薩摩
- D-03削岩弾頭
- 38式機動戦闘服ジャガー日本式（ジャガーJ）
- 巡洋艦・あこう
- 電磁加速小銃（レールライフル）
- 電磁砲塔式多脚戦車（G-HED）
- 超音波レーザー（メーサー）戦車
- F-7J戦闘爆撃機
- 対ゴジラ用超大型メーサー砲台マーカライトファープ

- ツイン・マーカライト・ファープ

- 機動空中要塞スーパーX

- スーパーXII
- スーパーXIII

- 地底戦闘車モゲラ
- F-3YS
- 抗核エネルギーバクテリア
- 43式航空偵察艇
- 45式冷凍メーサータンク

実在
- B-2爆撃機
- レーザー誘導地中貫通爆弾「バンカーバスター」
- ミール宇宙ステーション
- トーネードIDS攻撃機
- F-18戦闘機
- ジェラルド・R・フォード級航空母艦「エンタープライズ」
- F-35統合戦闘機 - 史実とはやや異なり、対怪獣戦闘のためステルス性を妥協し対艦・対地攻撃能力を強化した機体となっている。
- シーウルフ級原子力潜水艦「シーウルフ」
- E-2D早期警戒機
- Mk54魚雷
- AGM-84ハープーン対艦ミサイル
- 対怪獣用徹甲榴弾
- C-130輸送機
- 原子力空母「ハリー・S・トルーマン」
- M1戦車
- A-10攻撃機
- アベンジャー30ミリガトリング
- C-17輸送機
- 88ミリ対空砲
- 砕氷艦「しらせ」
- AK-47
- MiG-21戦闘機
- 吸着式地雷
- 地球深部探査船「ちきゅう」
- 深海掘削船「JOIDES・リゾリューション」
- 巡視艇「式根（しきね）」

### 用語（小説）
オペレーション・エターナルライト
エクシフとビルサルドから提供された技術で飛躍した軍事力を背景に、2039年より実行された欧州奪還のための軍事作戦。怪獣たちとの戦いにおいて一方的に土地を奪われ続けていた人類にとって初の大規模攻勢と呼べる効率を度外視したもので、総計200万人におよぶ兵力をアメリカ東海岸、イギリス、日本からかき集めた地球連合欧州派遣師団（通称・Gフォース）および欧州軍によって行われた。前段階として物資の輸送に必要であった大西洋の制海権を得るため、同年7月にドーバー海峡にて轟天がマンダを駆除した後、アメリカ東海岸とイギリスの工業地帯から絶え間ない補給を受け、9月にノルマンディーでビオランテ、10月にルーアンでジラ、12月にパリでゴロザウルスを駆除すると、パリを橋頭堡としてブリュッセル、マドリード、ウィーン、ベルリン、モスクワから怪獣を一掃し、ビルサルドの抗核エネルギーバクテリアによる放射能の除染に成功した。2041年には欧州への帰還計画「オペレーション・ルネッサンス」が発動され、これによりベビーブームが到来したことで、低下していた出生率も上向きになった。この勝利により、中東や北アフリカへの派遣作戦も立案されていた。
オペレーション・ルネッサンス
オペレーション・エターナルライトの成功を受けて地球連合のヨーロッパ派が提案した、500万人のヨーロッパ帰還計画。北米の連合主流派からはゴジラの脅威が残っている点を理由に慎重論が示されており、ヨーロッパ派が発言力を高めるという目的もあったが、アジアとアフリカの奪還計画を進めるための兵站工場としてヨーロッパを蘇らせる予定であった。2042年初頭から計画が始まろうとしていたものの、復活したゴジラによる第3次大規模輸送船団と地球連合海軍の壊滅をもって中断されることとなる。
オペレーション・ロングマーチ
2042年からおよそ4年間に渡り、「プロジェクト・メカゴジラ」完遂のための5年間を稼ぎ出すため、ゴジラを地上に押し止めてユーラシア大陸奥地まで誘引することを目的として北アフリカおよび中央アフリカにおいて繰り広げられた史上最大の陽動作戦。実行は再編されたGフォースが担当したが、「オペレーション・ルネッサンス」の失敗に加えてゴジラにアメリカ東海岸の工業地帯を壊滅させられていたことから物資の生産と補給が満足に行えず、しかもメカゴジラの製造のためにビルサルドの技術者が前線から撤退したことによりG-HEDやメーサー車などの超兵器も人類だけでは運用困難な状況に陥り、あまつさえ深刻な人材不足を緩和するために現地で生き延びていた子供を少年兵として徴兵したりといったさまざまな要因から多くの人命が失われる凄惨な消耗戦となった。また、ゴジラを足止めして誘導するための“LTF” (Let Them Fight) としてガイガンが投入された。2043年からは「オペレーション・グレートウォール」も平行して進められている。
オペレーション・グレートウォール
2043年前半から行われた、ユーラシア大陸・ヒマラヤ山脈付近の平野部のプレート境界断層で地殻を動かして幅1キロメートル、深さ800メートル、総延長10,000キロメートルの巨大断層を造り出し、ゴジラを生き埋めにして侵攻を阻止するという計画。その詳細はナノマシン群を地球の地下深くへ浸透させた後、2,000発の戦略核を一斉爆発させた際の熱量を餌としてナノマシンを目覚めさせ、地殻そのものを一種の自律生命体に変化させるというもの。中国奥地からペルシャ湾に至る広大な範囲で作戦は行われ、ビルサルドのドリルビッドが使用される場所もあったが、機材不足で手作業せざるを得ない場所も多く、人員不足から作業音で目覚めた怪獣の対処も工兵たちが自分で行わなければならなかった。2045年、ゴジラの移動速度が想定を上回ったために遠隔装置の設置や住民の撤退が済まないうちに作戦が決行され、人的にも多大な被害が出た。実行前ではヒマラヤ山脈の多くの峰は崩壊して周辺の動植物は全滅に近い被害を受け、ユーラシアプレート付近では今後1世紀以上に渡ってマグニチュード9クラスの地震の頻発や世界各地での火山活動活発化も懸念されていた。この作戦によりゴジラはヒマラヤ山脈そのものに押し潰されて生き埋めにされるが、ゴジラはそれからわずか1年後にプレートを熱線で破壊して復活を遂げる。加えてヒマラヤはゴジラの発する高熱でマグマ溜まりが生まれて火山化しており、その復活に伴って発生した噴火の影響による日照量の低下を招いている。
オペレーション・クレードル
2048年8月15日にモスラの民や怪獣共生派と合同で決行された、地球連合軍最後の作戦。モスラの卵を南米から最も離れていて小規模ながら行政が機能している日本の、放棄されたメカゴジラ開発工場まで空母サラトガで輸送し、現地の資材を用いてシェルターを建造するというもの。わずかな護衛を除き、残るすべての戦力はモスラと共に陽動としてゴジラと対峙したとされる。
LTF
「Let Them Fight “やつらを戦わせろ”」の略称で怪獣同士を戦わせて人的な被害を抑える計画のこと。始まりは2005年に中国が行ったヘドラ作戦だとされるが、2029年にメガロをキングシーサーが迎撃したことがきっかけで本格的に構想され、日本の沿岸では人類にコントロールできるように調教された複数のチタノザウルスが、オペレーション・ロングマーチでは機械的に改造されたガイガンが運用された。
ゴジラ教
2030年代のアメリカ合衆国内で、ゴジラによって信仰を打ち砕かれた人々の間で発生した終末論。核弾頭教、終末教とも呼ばれた。明確な教義を持つわけではないが、ゴジラを黙示録の獣と同一視して神が裁きを下すために遣わした存在として扱い、核爆発のエネルギーを浄化の炎と捉えてその炎に焼かれて殉教することこそ救いへの道と考える思想。壊滅した合衆国で急速に広がり、各地で流出した核弾頭を用いての集団自決が行われた。2035年に地球に来訪したエクシフの教えによって人々は一度は狂気から救われたが、2046年以降、人類の希望だったメカゴジラの喪失およびエクシフ神官の多くが地球から脱出することが決まると南米で復活の兆しを見せ始めたと言われている。
モスラの民
アマゾンの奥地に住み、遥か昔からモスラを神として信仰する原住民。モスラの鱗粉や糸を利用し、テレパシーのような能力で言語を用いない意思疎通を行う。
怪獣共生派（コスモス）
都市で生まれた後、文明を捨ててモスラの民との共生を選んだ集団。
人類存続委員会
国連難民高等弁務官事務所（UNHCR）を前身とする機関。生存圏外とされた大陸に取り残された推定2億人の難民保護と、人口10億人の回復をスローガンに掲げている。
総攻撃派
核の冬など地球環境への悪影響を度外視してゴジラへの核攻撃を主張する者たちの呼称。ゴジラのユーラシア大陸初上陸時、パリ核攻撃を実行しようとしたロシア連邦軍人たちの思想を受け継いでいるとされ、40分超の断続核攻撃があればゴジラを完全に焼却できるという根拠のない理論を信じ、核攻撃の継続を企画していた。半ば便宜的な総称で、体系だった組織があるわけではなかったが、2048年3月13日のリオデジャネイロ消滅による地球連合政府主要メンバーの死亡をきっかけに軍事クーデターを起こし、政府の実権を握る。その後の3か月間は秘匿していた戦略級核弾頭を用いてゴジラが現れたサンパウロやサルヴァドールへの核攻撃を行い、市民を含む2億以上の人命を奪ったという。しかし、根拠地としていたフォークランド諸島が轟天陸戦隊の強襲によって陥落し、それに呼応する形でシベリア自治区や北米自治区にいた残党も「核自決」を断行して壊滅した。

## コミカライズ
倉橋ユウス作画によるコミカライズ作品が、集英社のウェブコミック配信サイト『少年ジャンプ+』およびホーム社のウェブコミック配信サイト『Z』にて配信された。内容は第1章から第2章の冒頭までに準ずるが、作中では描かれなかった登場人物たちの過去なども描写される。全2巻。
- 『GODZILLA 怪獣惑星 1』2018年11月2日発売、ISBN 978-4-08-881641-8
- 『GODZILLA 怪獣惑星 2』2018年11月2日発売、ISBN 978-4-08-881642-5